# Citroën
A Citroën egy francia gépjárműgyártó vállalat, a Stellantis része.

## Múltja

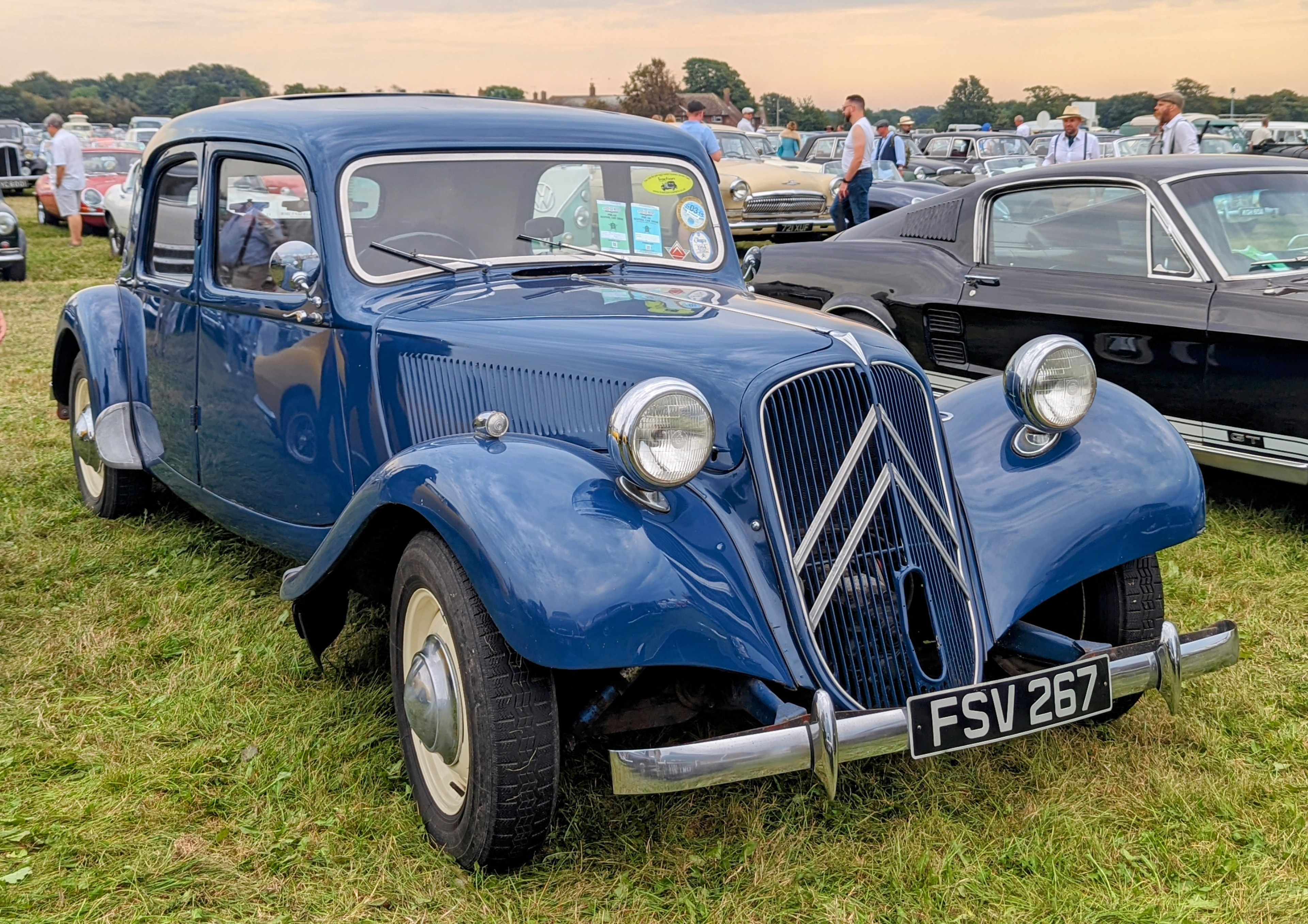
Citroën Traction Avant

A céget André Citroën alapította fogaskerekek gyártására. A cég emblémájában ma is látható fordított kettős V-alak az alapító nyílfogazású fogaskerék-szabadalmára utal. Az első autó 1919-ben készült el. Ez volt a Type A, az első, ami sorozatban készült és már az „alapmodellje” is elektromos fényszóróval, önindítóval, illetve pótkerékkel volt felszerelve. Az 1933-ban bemutatott elsőkerék-hajtású, többfajta önhordó karosszériás Traction Avant pedig elegáns formájával és 130 km/h-s végsebességével aratott sikert.
Citroën ezután taxiscéget is alapított, amelyet a saját autóiból állított fel. Ez egyben egyfajta segélyszolgálat is volt: a lerobbant Citroëneken a taxik segítettek.
Bár a Traction meghatározó kocsija volt a Citroënnek, igazán egy kisautóval tette le a névjegyét az egész világon: a 2CV-vel.

### 2CV (Kacsa) 1948–1990

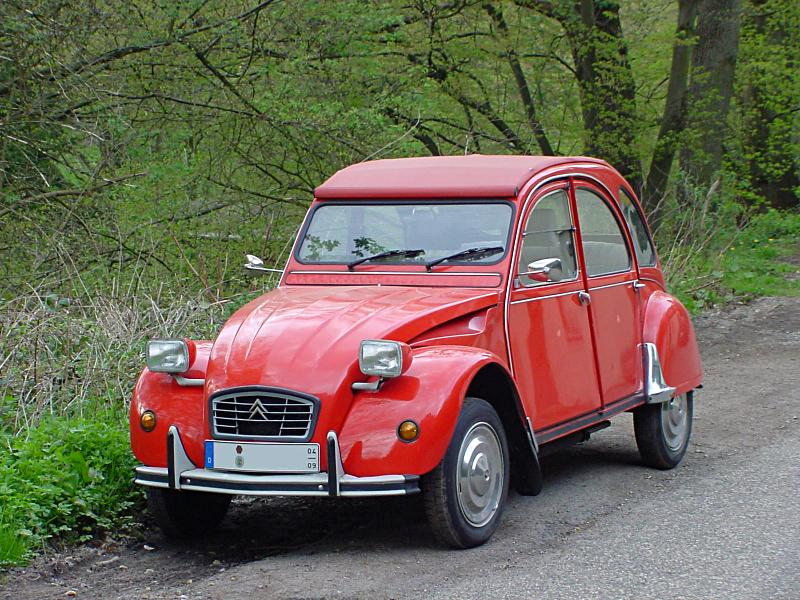
Citroën 2CV

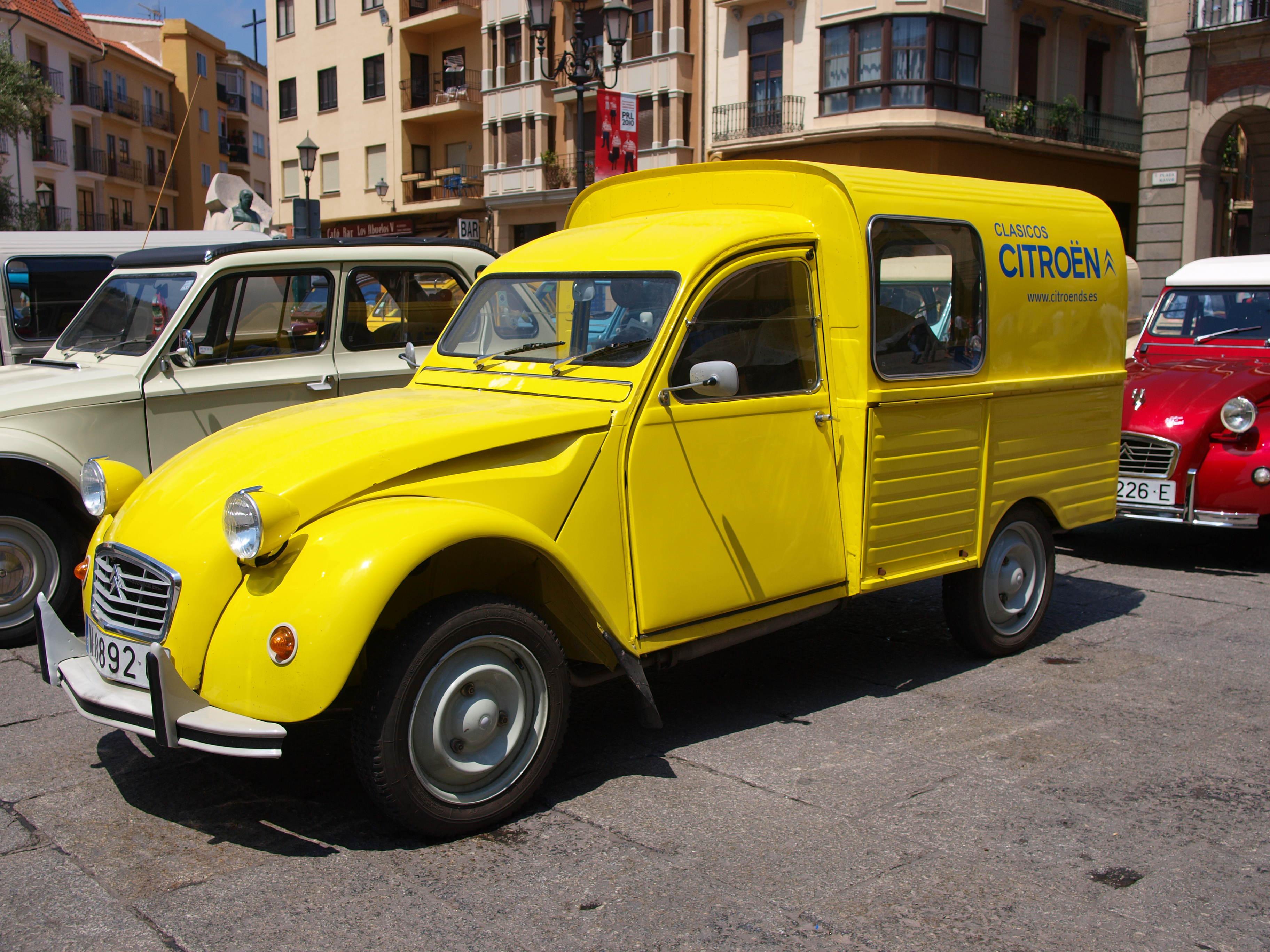
Citroen 2CV Fourgonnette

Az autó alapötlete még az 1930-as években született, de a második világháború miatt csak később kezdhették el gyártani. A 2CV név a „deux chevaux” (kiejtve dösevó) kifejezésből eredeztethető, ami azt jelenti „két ló" illetve „két lóerő". A kinézete, a gömbölyded, kezdetben hullámos motorháztető miatt híresült el Kacsa becenévvel is.
A tervezéskor a takarékosság és praktikusság jegyében az alábbi célokat tűzték ki:
- legyen egyfajta kerekeken gördülő esernyő, amelyet akár kalapban is kényelmesen lehet vezetni;
- legyen képes vele két gazda akár 60 kilométeres sebességgel haladni úgy, hogy egy félmázsás krumpliszsák vagy egy kisebb boroshordó, esetleg egy rakomány széna is beférjen még a kocsiba
- az autóval még a színházba járás sem elképzelhetetlen
- a felfüggesztés olyan legyen, hogy az autóban még földúton se törhessen össze a kosárban szállított tojás
- ne fogyasszon többet 100 km-en 3 liter benzinnél

A személyautó mellett áruszállító változatban is készült, ezt  Fourgonnette-nek hívták. Több mint hatmillió Citroën 2CV készült 1990-ig, ezzel az egyik legtovább gyártott autótípussá vált. 

### Type H 1947−1981

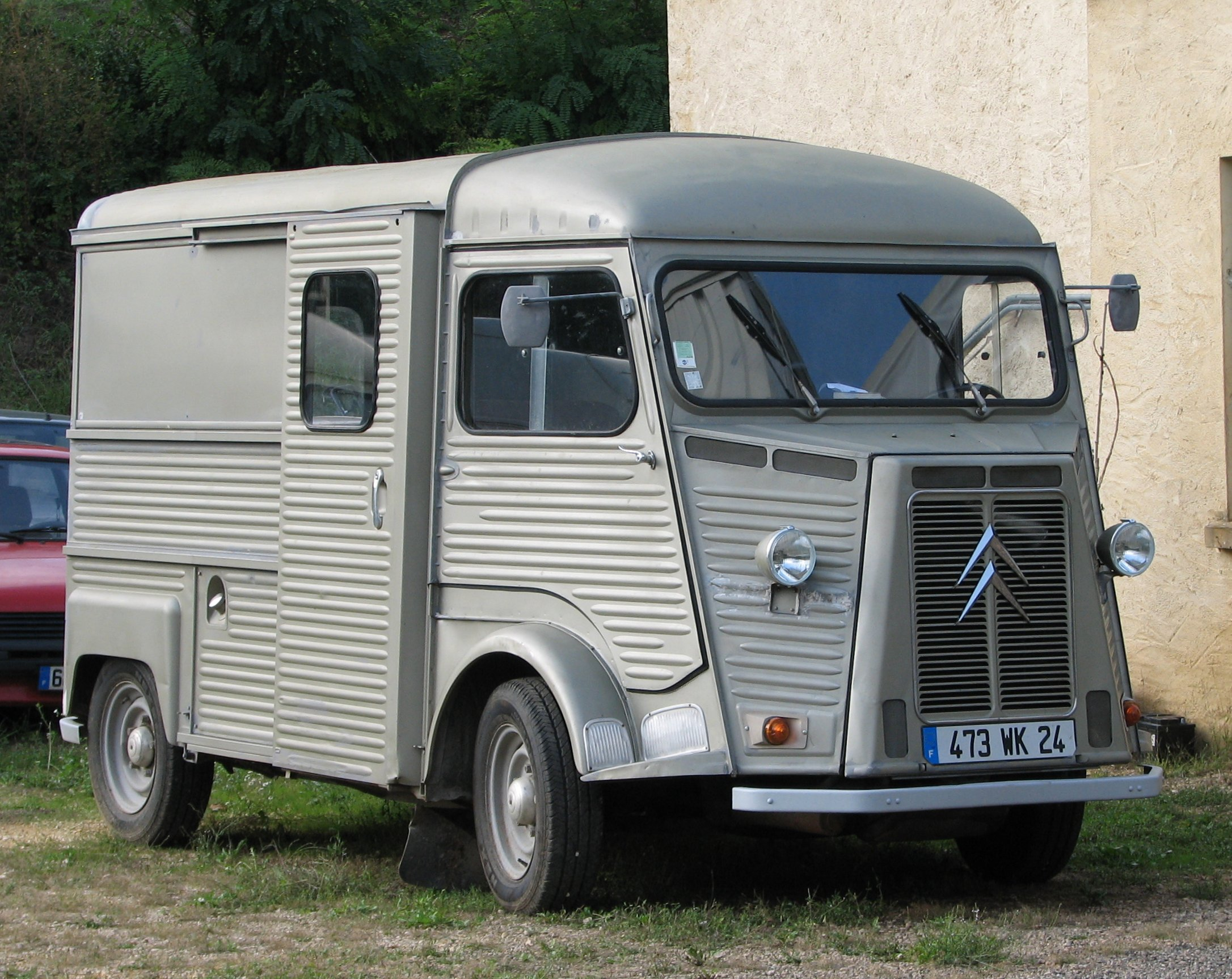
Citroën Type H

A Citroën a 2CV-vel lényegében egy időben mutatta be a Type H vagy HY jelzésű furgonját, ami legalább olyan tipikus francia járművé vált, mint a Kacsa. A kocsi elődje egy TUB (Traction Utilitaire Basse) jelzésre hallgató furgon volt, aminek a gyártását a világháború miatt kellett felfüggeszteni. Az utóbb megjelent H-hoz felhasználták a TUB és a Traction számos technikai megoldását. A jellegzetes, trapézorrú, mindenütt hullámos lemezekkel borított áruszállító hamar kedvelt lett, vállalkozások éppúgy használták, mint közületek, de lehetett lakóautó is. A 180 centis belmagasság ideálissá tette arra is, hogy mozgó boltként funkcionáljon. A lemezelt kasztni mellett egyedi felépítményekkel is el lehetett látni. Alapkivitelben 4,26 méter hosszú volt, de 5,24 méterre nyújtott változatot is készítettek belőle, a raktér kapacitása ennek megfelelően 7,3 és 16,4 köbméter között változott, a kocsi sarkaiba helyezett kerekeivel pedig jobban manőverezhető volt, mint egy VW Transporter.

### DS 1955–1975

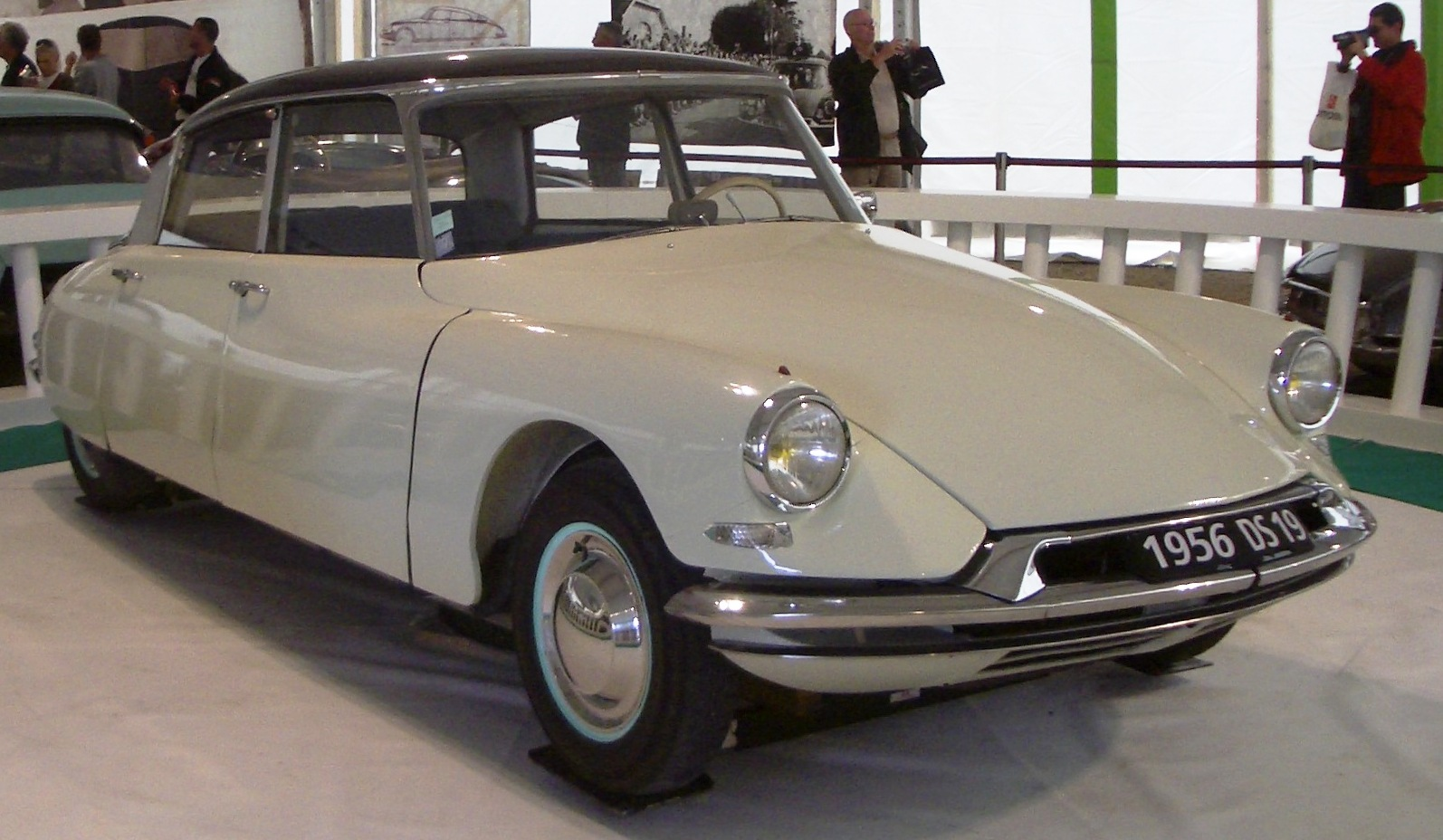
Citroën DS 19

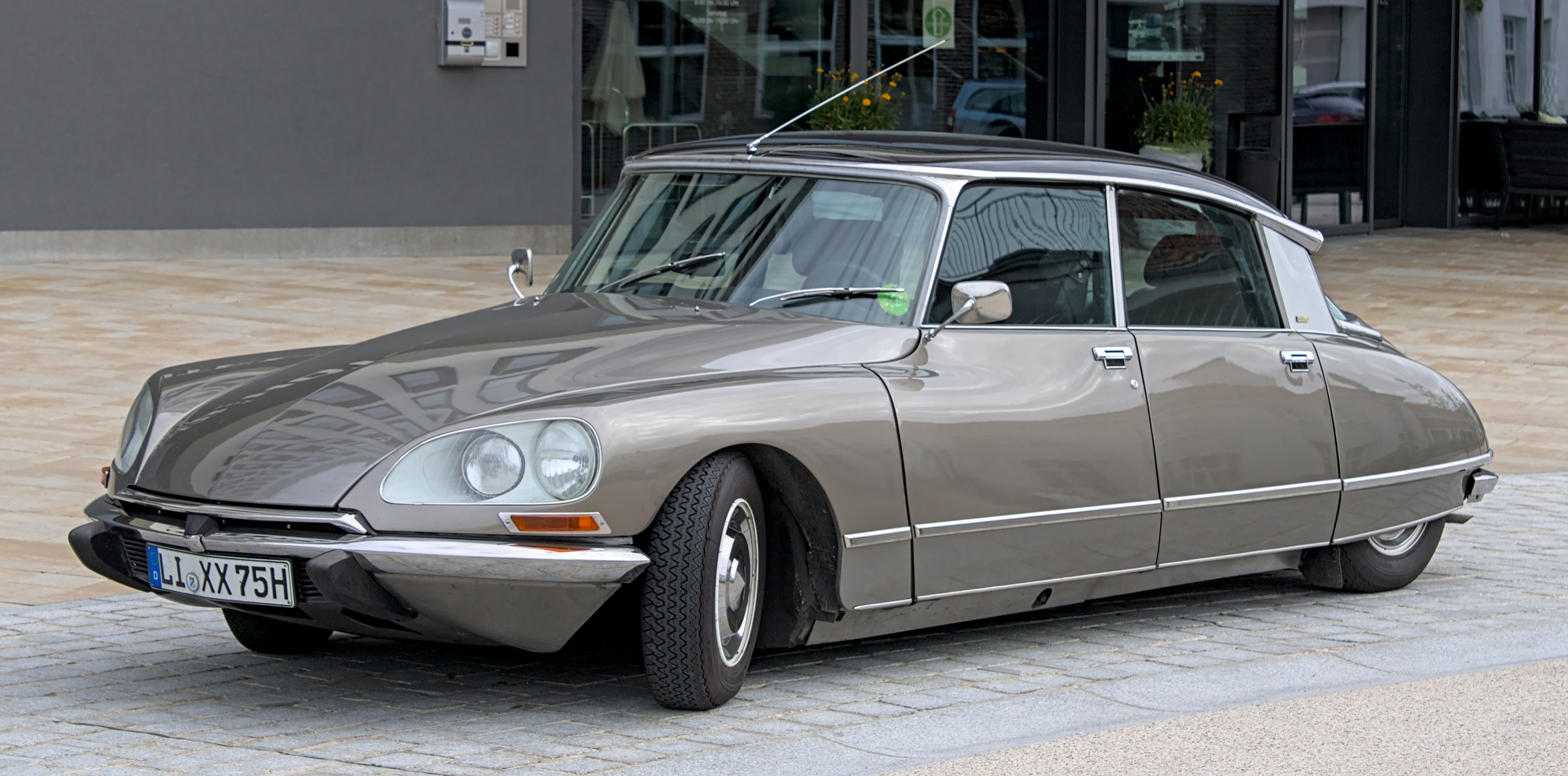
Citroën DS 21

1955-ben a Párizsi Autószalonon mutatták be, és a Kacsa mellett ez is a cég meghatározóan karakteres típusává vált. Futurisztikus kinézete, áramvonalassága, és a maga korában egyedülálló hidropneumatikus (folyadékközvetítéses) felfüggesztése tette ismertté. Az első napon 12 ezer megrendelés futott be a DS modellre, összesen csaknem 1,5 millió példány készült belőle.
Különleges megoldásai közé tartozott az első teljesen műanyagból készült műszerfal, üvegszálas műanyag kabintető, alumínium motorháztető, hidraulikus vezérlésű sebességváltó, az autó süllyedését kompenzáló, és a későbbiekben a kanyarodást követő fényszórók. Fékpedál helyett egy gumigomba szolgált fékezésre, melyhez hidraulikus, a fékerőt a tengelyekre mért terhelés mértékében elosztó fékrendszer kapcsolódott. Az első kerekeket a korban ritkaságnak számító tárcsafékek fékezték. A felfüggesztés egy hidraulikus körre volt kötve a kormányszervóval, fékekkel és sebességváltóval. 
Első időben körlámpákkal rendelkezett, melyeket „kocsányon” elhelyezett kisebb lámpák is kiegészíthettek. A későbbi évjáratoknál közös lámpatestbe helyezték ezeket, így a körlámpák ovális lámpatesteknek adták át a helyüket. A négyajtós változat mellett kombi karosszériával is készültek Break néven. A luxus felszereltségű modellváltozatokat Pallasnak nevezték.
Húszéves pályafutása vége felé az egyik első szériaautó lett, melyben a karburátort elektronikus befecskendezésre cserélték (BOSCH D-Jetronic).
A DS típuselnevezés a francia Déesse szóból ered, amely Istennőt jelent. Charles de Gaulle személyes használatra, majd protokoll célokra is rendelt belőle. (Az autó megmentette az életét a Petit-Clamart merényletnél, mert a sofőrje kimenekült vele a terrorista támadásból.) Számos filmben szerepet kapott a jármű pl. a Fantomasban és a Piedone, a zsaruban.
Az autó egyszerűbb változata ID (Idée = ötlet, idea) néven került forgalomba.
Készültek speciális változatai is, a legbizarrabb talán az a DS PLR Break nevű változat, amit a Michelinnel közösen abroncstesztelésre alakítottak ki.

### Ami 1961–1978
1961-ben jelent meg a sajátos formájú Ami 6, ami az Ami típusok első változata volt, a kis négyajtós kocsi érdekessége a negatív dőlésű hátsó szélvédő volt. Az Ami 6 a szedán után pár évvel megjelent kombi (break) kivitelben is. 1969-ben váltotta az Ami 8 az Ami 6-ot, ami már ferde hátú ötajtós kivitel volt, de az Ami 8-ból is készült kombi kivitel, ami javarészt megegyezett az Ami 6 kombival, ebből áruszállító változat is létezett Service néven. A Citroën ekkori, NSU-val közös projektje, a Comotor nevű cég miatt jelent meg az Ami alapján készült M35 típusú kocsi a Heuliez cég közreműködésével, amit Wankel-motor hajtott, ez az Ami kupé kinézetű kísérleti széria kifejezetten a Wankel-motor tesztelése céljából született. Az Ami szériát 1978-ig gyártották.

### Dyane 1967–1983

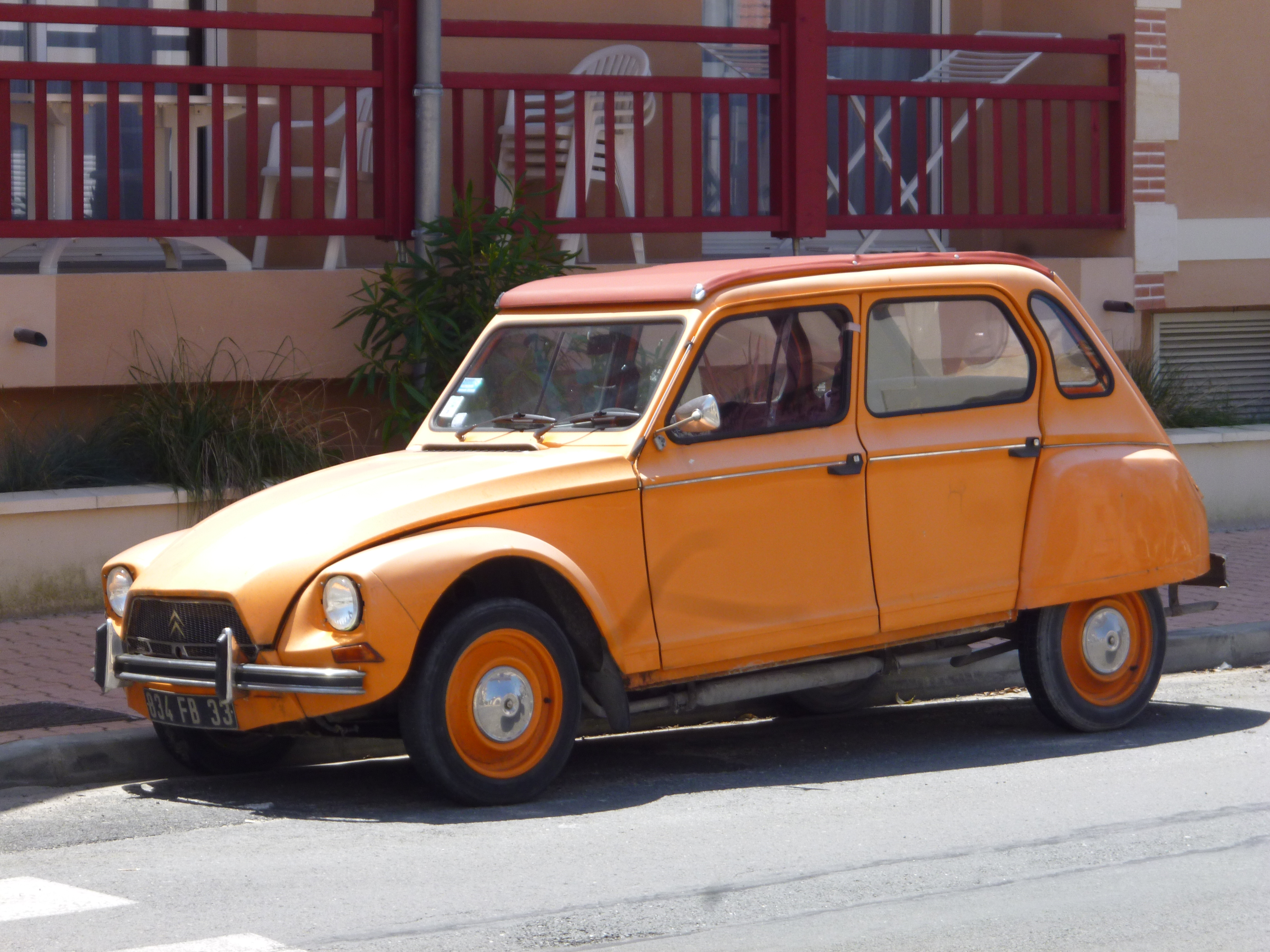
Citroën Dyane

1967-ben jelent meg a 2CV (Kacsa) utódaként a modernebb Dyane nevű típus. Ennek oka, hogy a konkurens Renault időközben megjelent 4-es modellje miatt elkezdett apadni a Kacsa eladása, és erre reagálni kellett egy korszerűbb típussal. A Dyane léghűtéses boxermotorral üzemelt, ami kezdetben 21, majd 28, később 32 és 35 lóerővel is rendelkezett, a kiskocsi belső komfortja nem sokkal volt jobb a Kacsáénál. Ahhoz hasonlóan először nem volt kisablak a C-oszlopon, ami csak 1970-től lett tartozék és készült áruszállító változat is Acadiane névvel, ráadásul a Kacsával párhuzamosan gyártották, mivel akkor még az is gyártásban maradt, mi több túl is élte hét évvel a Dyane-t. Jugoszláviában platós verzió is készült belőle Geri néven. A Dyane 1983-ig volt gyártásban.

### Méhari 1968–1988

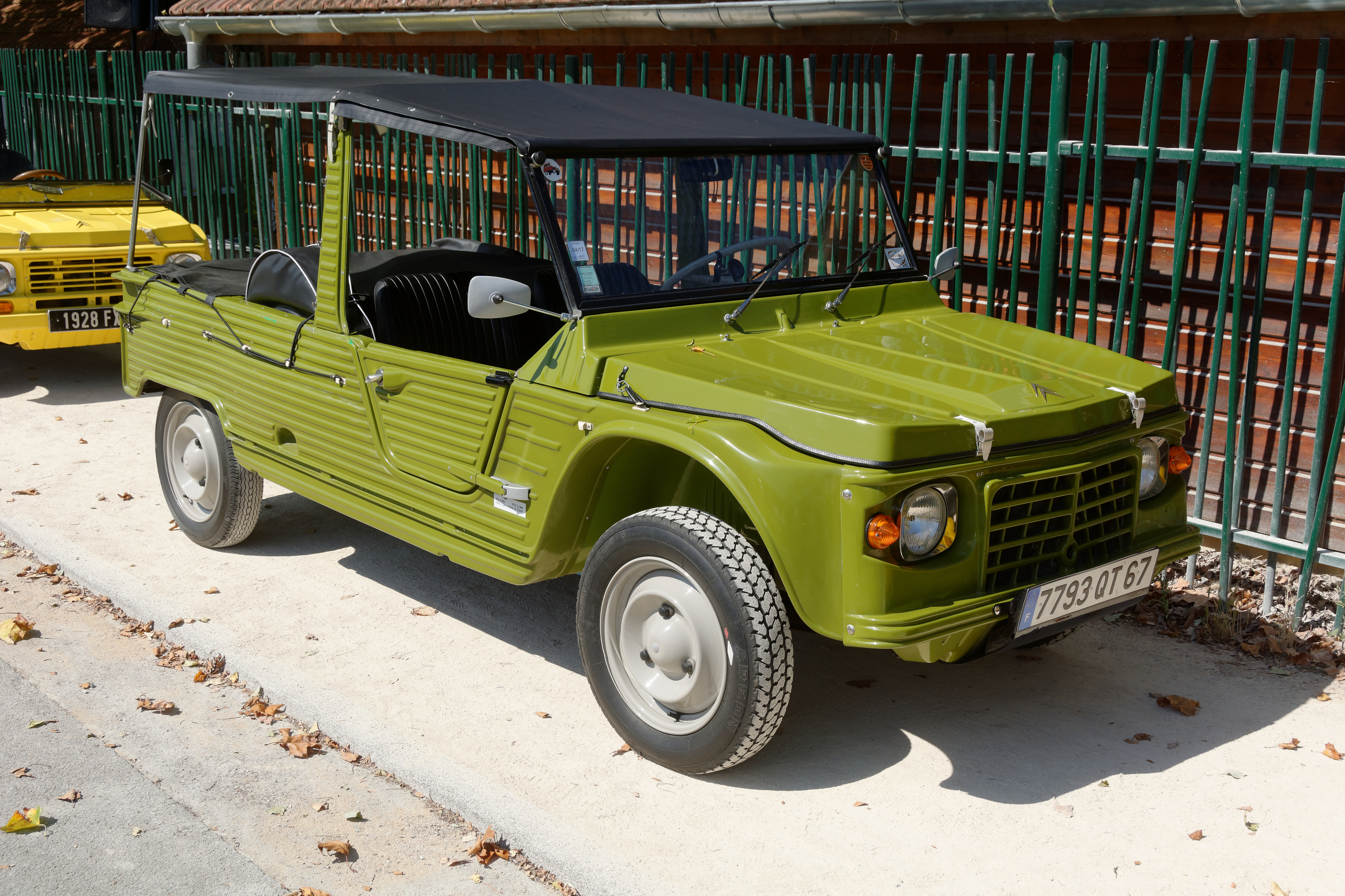
Citroën Méhari

1968-ban jelent meg a Citroën részben 2CV, részben Dyane technikáján alapuló könnyű terepjárója, a Méhari. A motor a Kacsa boxermotorja volt, míg a szerkezeti elemek egy része a Dyane-től származott, mindezért a Méhari ugyanúgy elég kicsi volt. A karosszéria műanyagból készült, vidám színekben, és noha mindvégig terepjáróként hivatkoztak rá, sokáig nem volt összkerékhajtása. A kocsi ennek ellenére a katonaság, a közületek és a civilek tetszését is hamar elnyerte, csendőrségi változat éppúgy volt belőle, mint kisvállalkozói felhasználású, vagy egyszerű szabadidőautó. 1978-ban faceliftet kapott, innentől új hűtőmaszkkal készült. 1979-ben gyártottak belőle először igazi 4×4-es verziót, de ez dupla annyiba került, mint az addigi 4×2-es, ezért csak pár évig volt a kínálat része. A Méhari gyártásával 1988-ban álltak le.

### GS 1970–1986

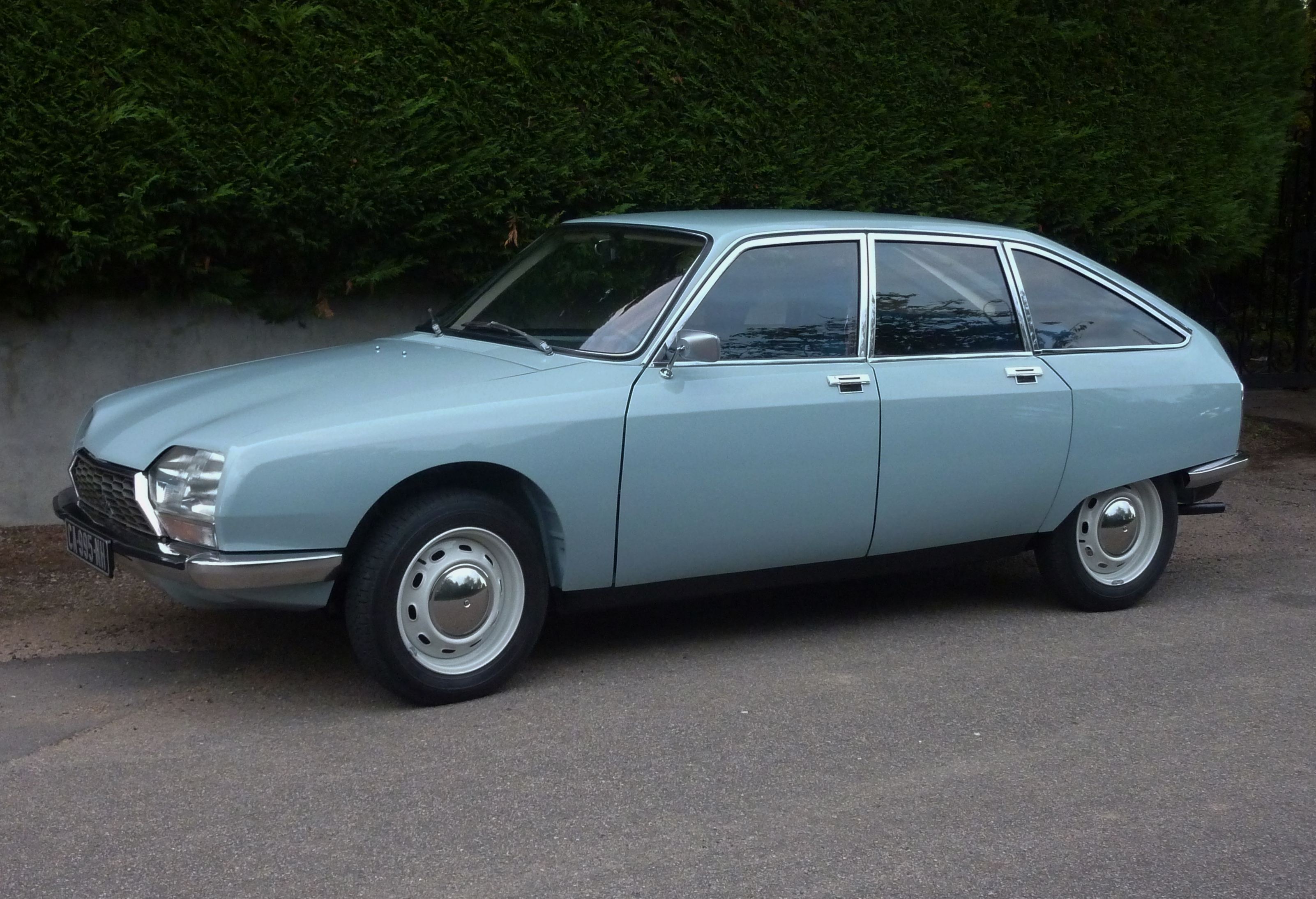
Citroën GS

1970-ben jelent meg az Aminál nagyobb, közepes méretű GS széria, ami egy sor új fejlesztést hordozott, és 1971-ben elnyerte „Az Év Autója” címet is. A tervezője Robert Opron volt. A kocsi ferdehátú és kombi kivitelben készült, később megjelent a kombi háromajtós kivitele is, aztán a ferdehátú csomagtartófedelét módosították, ami addig csak a szélvédő alatt volt nyitható, de ezután már a hátsó szélvédővel együtt nyílt, így vált technikailag ötajtóssá. A GS-t alapvetően hagyományos és idővel egyre nagyobb teljesítményű motorokkal szerelték, ezzel együtt egy kisebb hányada szintén kapott Wankel-motort is, ezeket a típusokat GS Birotor néven forgalmazták. A rendhagyó motor azonban korántsem volt tökéletes, a garanciális szervízelések jelentős költségeket emésztettek fel, ezért a Citroën idővel visszahívta a Birotorokat, a kocsik többségét pedig bezúzták; a visszahívás miatt a Citroën gyakorlatilag csődbe is ment, és csak a PSA-konszern részeként tudott talpon maradni, amihez 1974-ben a Peugeot-val együtt csatlakozott. 1979-ben frissült a GS széria, amit ezután GSA néven forgalmaztak 1986-ig.

### SM 1970–1975

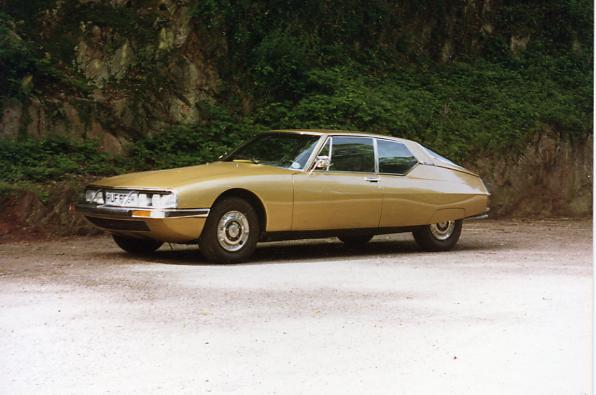
Citroën SM

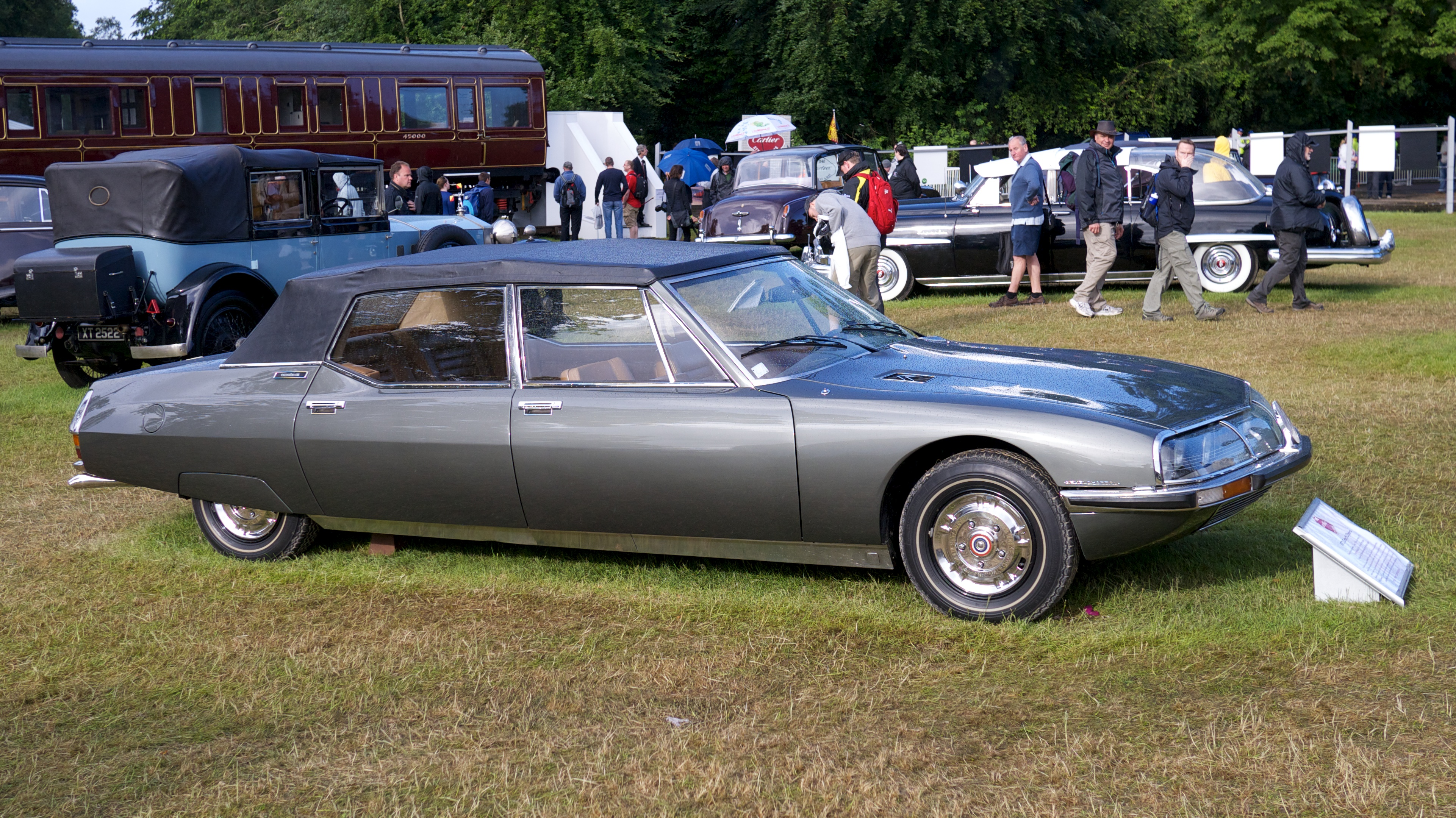
Citroën SM Présidentielle

A GS-sel egy évben, 1970-ben jelent meg a híres SM modell is. A hat hengeres Maserati V-motorral szerelt, hidropneumatikus felfüggesztésű, négy tárcsafékes és speciális szervokormányos autó több mint 220 km/h-s sebességre volt képes (független tesztek szerint 235 km/h), ezzel korának leggyorsabb elsőkerék-meghajtású autója volt. 
Az SM modellben vezették be a DIRAVI elnevezésű kormányművet, amit a CX és az XM egyes modelljei is megörököltek. Ennél a kormánymű két szelepet vezérel. A DIRAVI (a francia „DIrection assistée à RAppel asserVI” rövidítése) egy sebességfüggő kormányrásegítő, és nevének második fele arra a mellékhatásra utal, hogy járó motor esetén az elengedett kormánykerék álló helyzetben is visszaforog középállásba.
A DIRAVI előnyeként tartják számon, hogy az úthibák nem érzékelhetők a kormányon, és defekt esetén is uralható marad a gépjármű. Hátrányának tekintik a nagyfokú érzékenységét és azt, hogy nem lehet érzékelni a kerékállást, továbbá hogy eltart egy darabig, amíg hozzászokik valaki.
Az SM több különleges típussal is készült, a legismertebb talán az a lenyitható tetejű négyajtós változat, amit SM Présidentielle néven néhány példányban az Élysée-palota használt reprezentációs céllal, így egyebek mellett Georges Pompidou, Valéry Giscard d’Estaing, Jacques Chirac, de II. János Pál pápa is utazott velük.

### CX 1974–1991

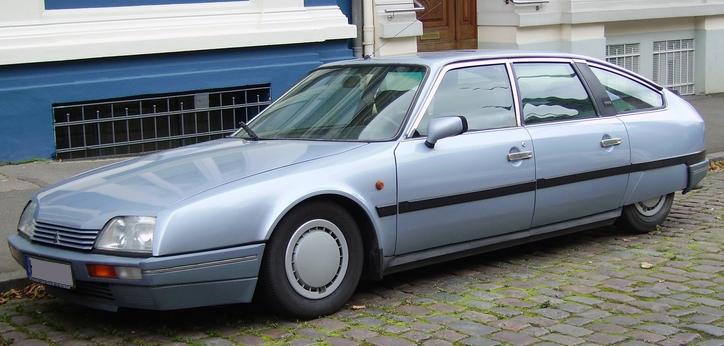
Citroën CX

A CX modellt 1974-től jelentették meg, formatervezője, tervezője a Citroën ismert szakembere, Robert Opron volt. Ez volt a cég felsőkategóriás típusa a DS után, és az utolsó Citroën, amit a PSA-korszak előtt terveztek, miután a Wankel-motoros kísérletezésbe 1974-re belebukott a gyár. A CX bevezetését hosszú fejlesztés előzte meg, és amíg nem bukott meg eredetileg ebbe is Wankel-motort terveztek, a gyártásra azonban már négyhengeres motorok gondoskodtak a meghajtásról. A GS-hez hasonlóan a CX is ferdehátú ötajtós és kombi (Break) verzióban volt kapható, és ahogy a GS 1971-ben, a CX 1975-ben lett „Az Év Autója”. 1986-ban faceliftelték kívül-belül. A DS-hez hasonlóan különlegesebb változatokat is készítettek belőle. A típust egészen 1991-ig gyártották.

### LN, LNA 1976–1986

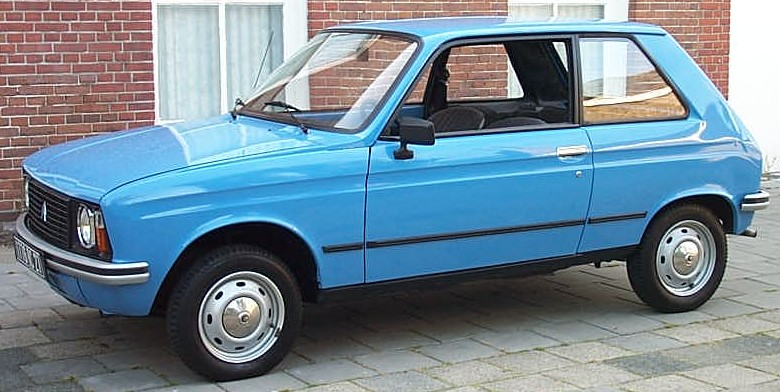
Citroën LN

Az LN 1976-ban mutatkozott be, ez volt az első PSA-társ Peugeot-val közös gépkocsi, ami műszakilag szinte teljes egészében megegyezett a Peugeot 104 háromajtós változatával. (A Peugeot négy és ötajtós 104-et is gyártott, de Citroën néven csak háromajtós készült.) Az LN (ami Hélène néven is ismert volt) 1976 és 1978 között volt kapható csak belföldön, 1978 után már LNA (Hélèna) néven exportra is gyártották a kiskocsit, ekkor már nagyobb teljesítményű motorokkal is szerelték az LN Dyane-től megörökölt boxermotorjánál. (1981-től a szintén PSA-hoz került Talbot nevén is megjelent a típus, mint Talbot Samba.)

### Visa 1978–1988

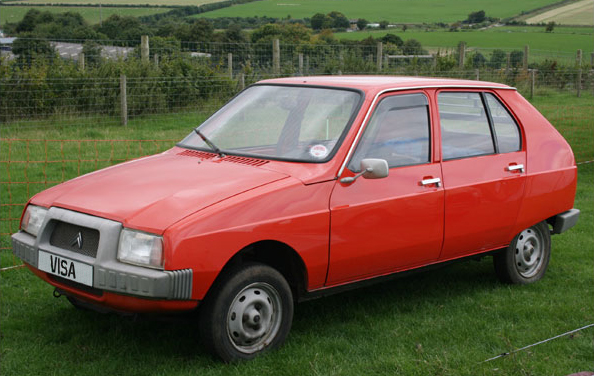
Citroën Visa

A Visa a Citroën Ami amolyan utódaként jelent meg annak gyártási ciklusa végén 1978-ban, a kocsi egy kis ötajtós típus lett, amiből azonban létezett lenyitható vászontetős változat is a Citroënnek korábban is bedolgozó Heuliez jóvoltából néhány évig kevés példányszámban. 1981-ben faceliftelték, főleg az első lökhárító-hűtőrács egység frissült, ahogy 1984-ben a belsőtér is. A korábbi kis Citroënekhez hasonlóan a Visaból is készült áruszállító C15 néven ugyancsak 1984-től, melyet egészen 2005-ig gyártottak. A Visa raliversenyekere való típusokkal is jelentkezett, ennek legismertebb változata a Visa Chrono, a homologizációs célból készült típusa a 200 darabos 1000 Pistes volt. 1988-tól átadta helyét az AX-nek.

### BX 1982–1994

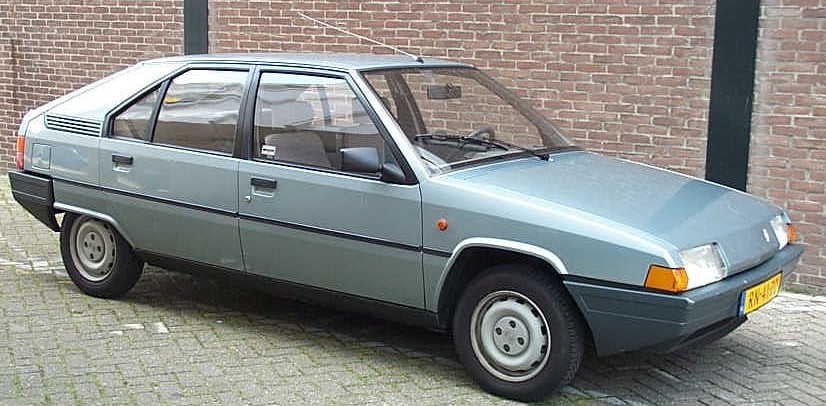
Citroën BX

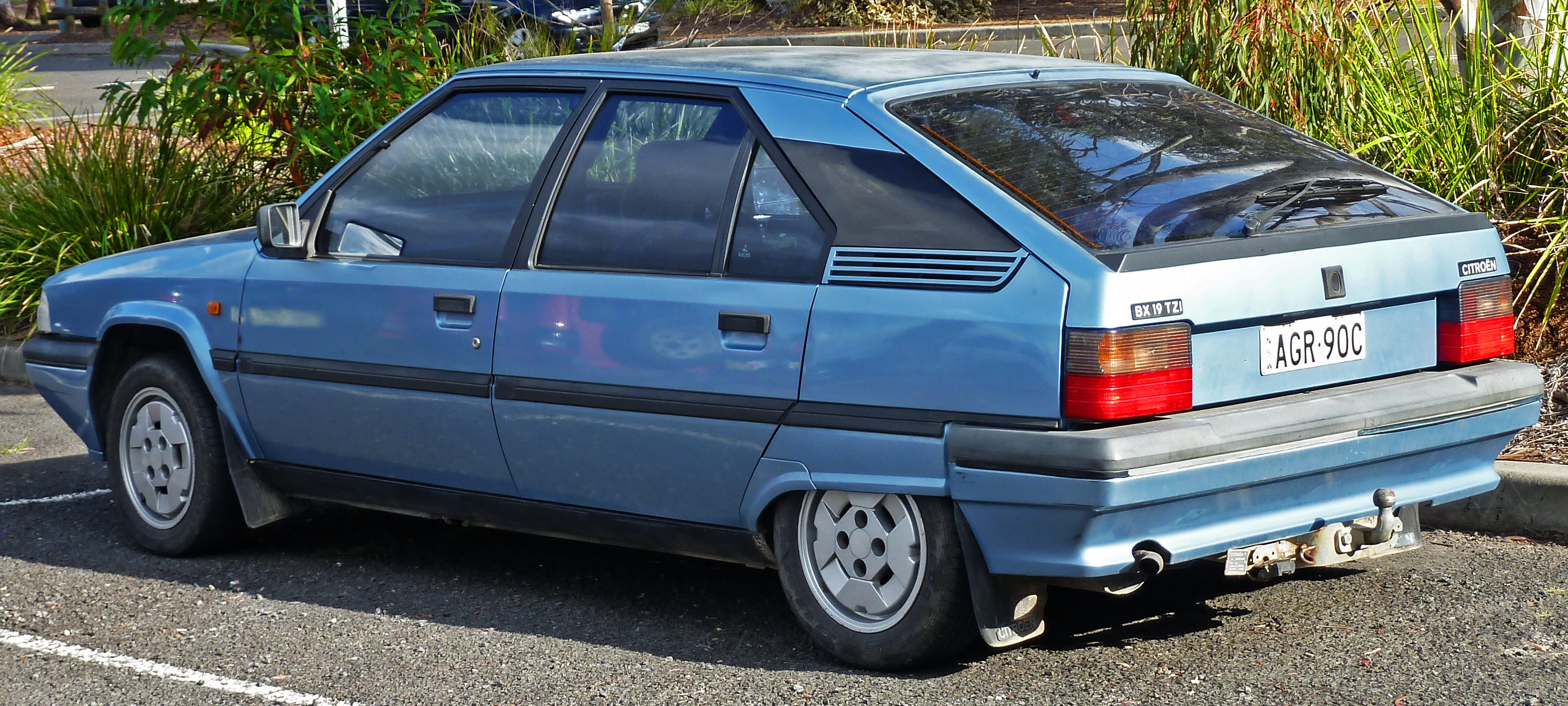
Citroën BX C-ablakkal

Az 1982-es Párizsi Autószalonon a mutatták be a Citroën BX modelljét. A jellegzetesen '80-as évekbeli típus dizájnja kalandos utat járt be: Marcello Gandini a formatervét eredetileg a Jaguarnak, majd a Volvonak is felkínálta, de egyik gyártó sem kért belőle, ekkor karolta azt fel a Citroën az új BX nevű típusához. A kész kocsit pedig extravagáns módon egy ládába rejtve lógatták le az Eiffel-toronyról, ahonnan fokozatosan eresztették le a premier napjáig, 1982. szeptember 23-ig. Az olasz terveken alapuló, a maga idejében futurisztikusnak ható kocsi egyöntetű siker lett és a CX-hez hasonlóan ezt is sokáig, 14 évig gyártották. A megszokott ötajtós ferdehátú mellett 1985-től jelent meg a Heuliez féle kombi változata is, idővel pedig még 4×4-es verziót is kínáltak belőle. A Kacsa és a Dyane módjára itt is utólag jelent meg a C-oszlopi ablak, de ezt csak bizonyos felszereltségű típusoknál alkalmazták. 1986-ban faceliftelték, előre nagyobb, fehér indexeket kapott, és ekkor váltotta a szintén futurisztikus műszerfalat egy szolidabb megjelenésű. A típushoz a hosszú gyártási ciklus során sokféle motort is kínáltak, ezen kívül a motorsportban is megmutatta magát. A berline modelleket 1994-ig gyártották hivatalosan, de a kombi break kivitel utolsó darabjai 1996-ban gördültek ki a gyárból.

### Axel 1984–1988

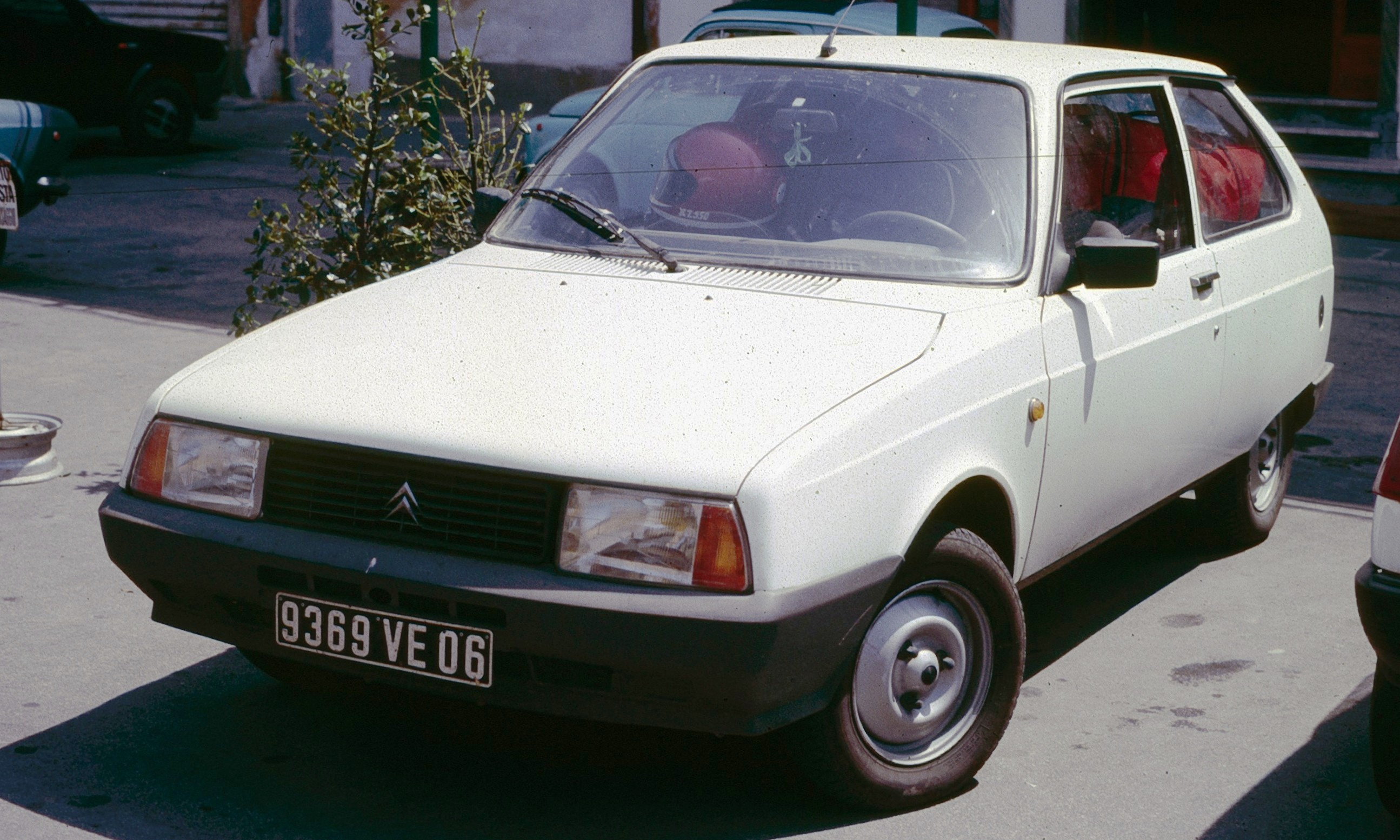
Citroën Axel

Az Axel valójában a Citroën román vegyesvállalatának, az Oltcitnak a gyártmánya volt. A céget még a hetvenes évek közepén hozták létre a Ceaușescu vezette Románia ösztönzésére, ami a francia autógyárnak is jól jött, miután ekkor csődöltek be a Wankel-motor miatt, és új piacokat kerestek, ezúttal az akkori vasfüggöny mögött. Az Oltcit név Olténia tartományra és a Citroënre utalt; Olténiában van az a település, Craiova, ahol a gyár üzemelt. 1981-re sikerült bemutatniuk az Oltcit első és egyetlen sorozatgyártású típusát, egy kis, háromajtós kocsit, ami a kor tipikus Citroën-külsőjével rendelkezett, leginkább a Citroën Visara hasonlítva, ahonnan több alkatrésze is származott. Három fajta felszereltséggel gyártották, az Oltcit Special és Club mellett a harmadik, legjobban felszerelt típust forgalmazták a KGST-n kívül Citroën Axel néven 1984-től. A kocsi gyatra minősége miatt azonban a Citroën logós Oltcit sem fogyott külföldön, ezért a rendszerváltás után a Citroën kilépett a vegyesvállalatból, ami tulaj és névváltásokat követve néhány év után meg is szűnt.

### AX 1986–1998

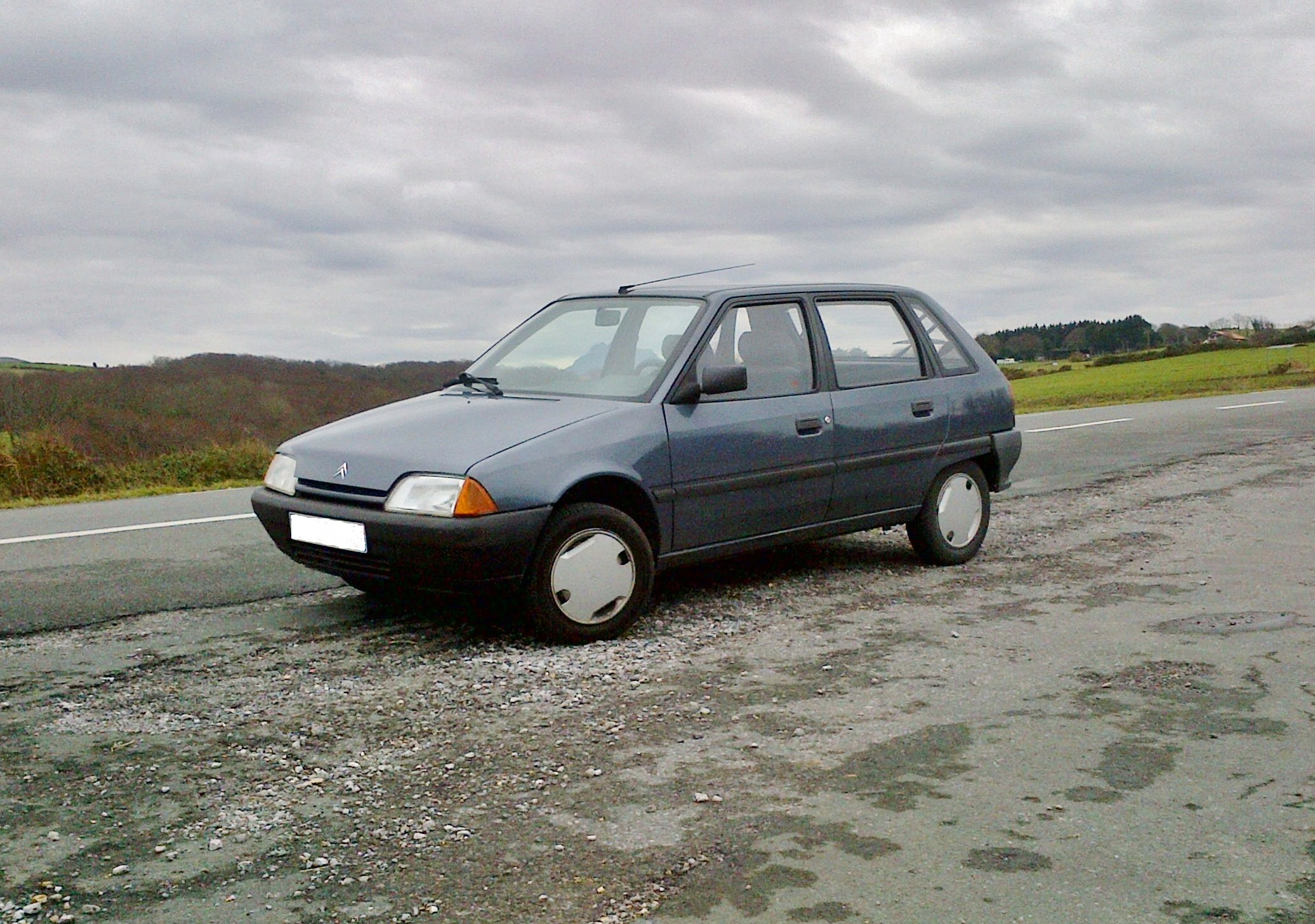
Citroën AX

Az 1986-os Párizsi Autószalonon jelent meg a kicsi AX modell, amit eredetileg a Kacsa leváltására terveztek, aminek a gyártásával végül 1990-ben álltak le végleg. A kocsi két, egymással párhuzamosan folyó, hatékonyabb fenntarthatóságra és újabb technikai megoldásokra törekvő kísérleti projektből jött létre. Ennek dacára az AX igazából nem volt különösebben izgalmas autó, állítólag főleg nőknek és kezdő sofőröknek szánták, emiatt is esélytelen volt, hogy a Kacsához hasonló kultstátuszt érjen el, cserébe gazdaságos volt fenntartani. A kocsi először csak háromajtós kivitelben volt kapható, 1988-ban jelent meg az ötajtós változat. 1991-ben esett át faceliften, végül 1998-ban hagytak fel a gyártásával.

### XM 1989−2000

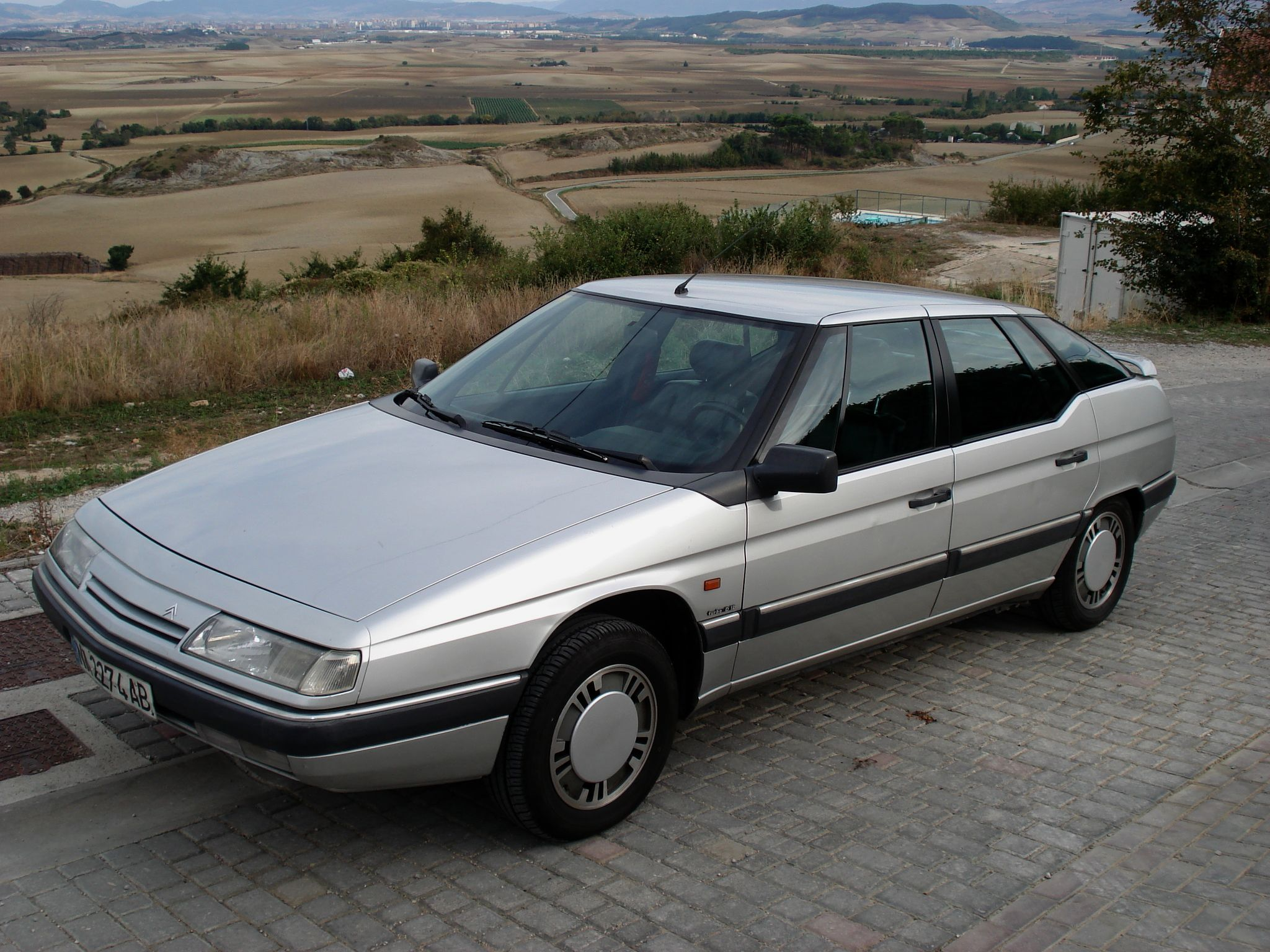
Citroën XM

A Citroën felső kategóriáját képező CX utódjaként jelent meg 1989-ben, és ahogy elődje, úgy egy évre rá az XM is elnyerte „Az Év Autója” címet. A BX-hez hasonlóan ez a kocsi is nagyon futurisztikus megjelenéssel rendelkezett, ami szintén egy olasz formatervezőnek, Giuseppe Bertone-nak volt köszönhető, de már a '90-es évek stílusában. Az XM az elődjéhez hasonlóan ötajtós ferdehátúként, majd 1991-től kombiként is kapható volt. Érdekesség volt a második hátsó szélvédő a ferdehátú változatnál, ami azt szolgálta, hogy a csomagtérajtó felnyitásakor szeparálva maradjon az utastér és ne hűljön ki. Bár izgalmas formavilággal és számos kényelmi funkcióval rendelkezett, az XM nem volt egyértelmű sikertörténet, leginkább az elektromos rendszer gyakori hibái és a korrózió miatt, ezért a kategóriájában nem tudott akkora presztízst kivívni, mint a konkurencia autói. Ezzel együtt is az XM volt az utolsó Citroën, ami még magán viselte a Citroënek 2CV óta jellegzetes formai jegyeit, mint a részben, vagy teljesen letakart hátsó kerék, a keskenyebb nyomtávú hátsó tengely, amitől a kocsik csepp módjára hátrafele keskenyednek, vagy az egyküllős kormánykerék, amire itt már gombok is kerültek. 1994-ben kapott faceliftet, ekkor cserélték le a korábbi műszerfalat gömbölyűbbre és ekkor tűnt el végleg az egyküllős kormány is. A 2000-ig gyártott XM-mel évi 160 000 darabos eladást terveztek, ehhez képest a gyártás 11 éve alatt összesen 333 775 példány talált csak gazdára.

### ZX 1991–1998

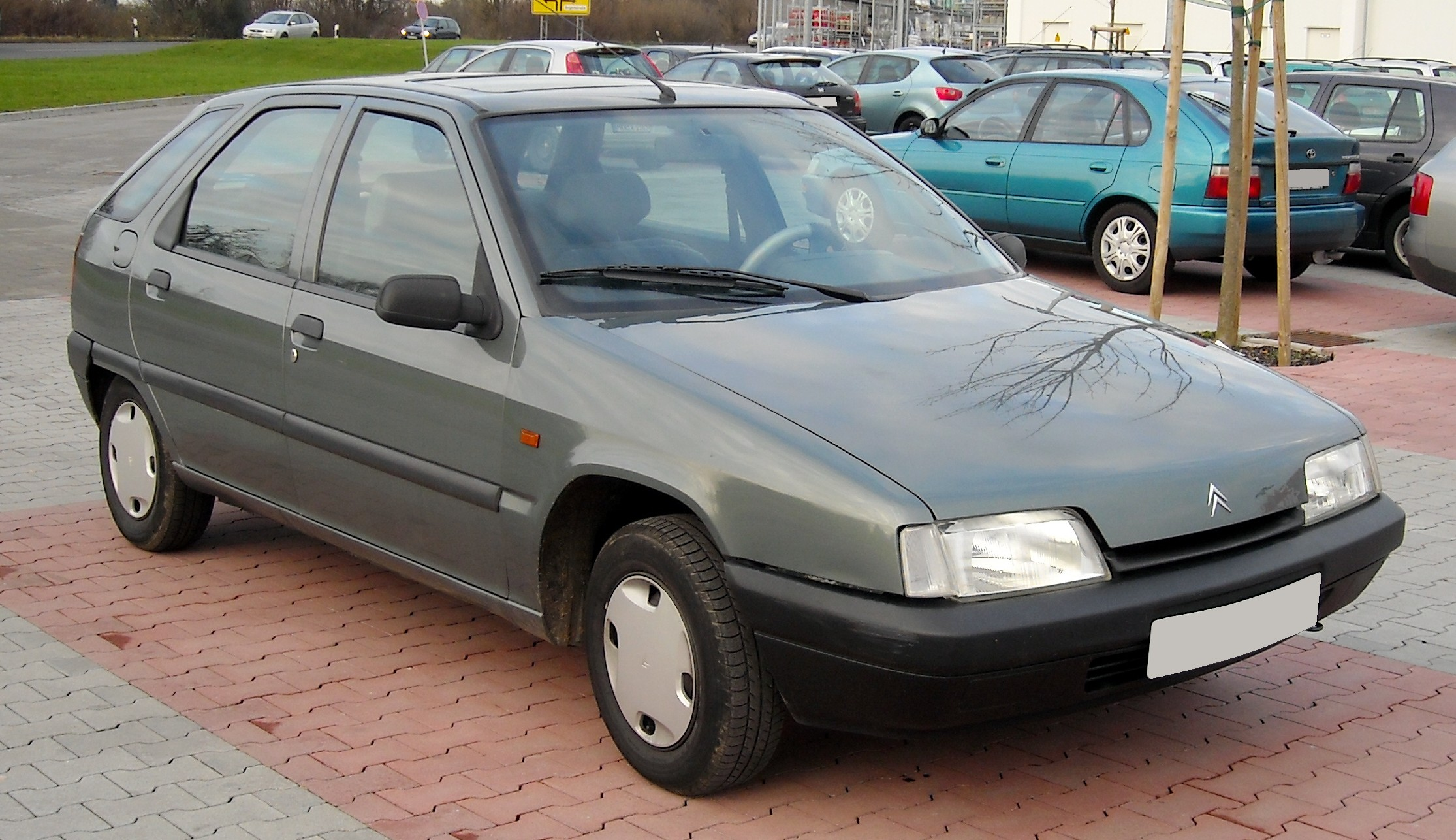
Citroën ZX

A ZX-et az 1986-ig gyártott GS utódának szánták; kissé rendhagyó módon először sivatagi versenygépekként debütált 1990-ben, ami akkor még távol állt egy utcai szériamodelltől. Ez csak 1991-ben jelent meg három és ötajtós ferdehátú karosszériával, majd egy évvel később jelent meg belőle a kombi is. A kocsi nem volt túl izgalmas a maga idejében sem, de a közönség jól fogadta és szépen vitték is a ZX-et. Később pedig a ralik világában is sikeresen bemutatkozott a típus. Végül 1998-ban adta át helyét kategóriájában a Xsaranak, ettől függetlenül más európai kocsikhoz hasonlóan, némi módosítással Kínában is gyártották az európai gyártás végezte után.

### Xantia 1993–2000

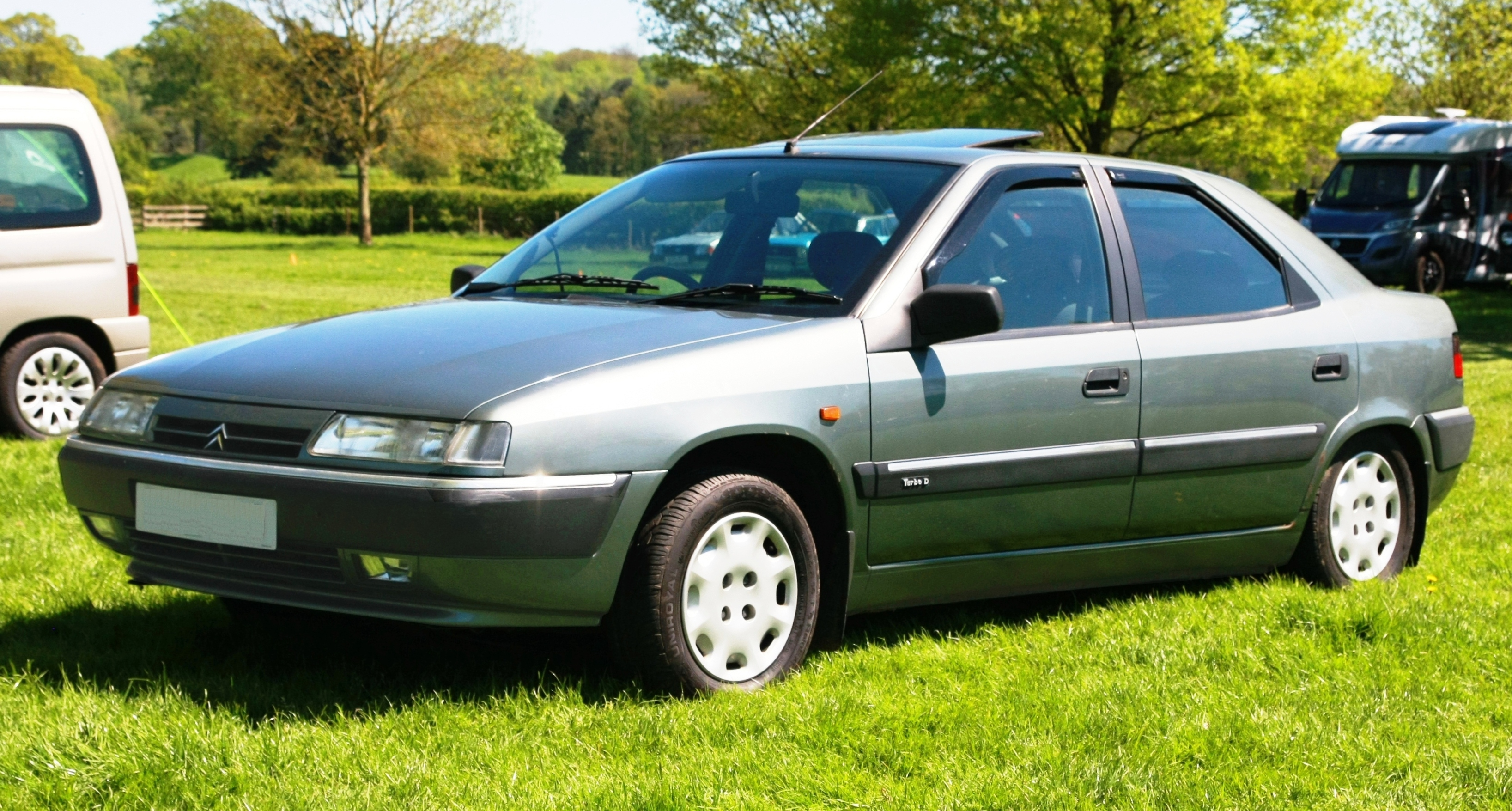
Citroën Xantia

A Xantia a középkategóriás BX leváltására érkezett 1993-ban; a nevet először egy 1988-as AX-roadster tanulmányautóhoz használták. Az új idők szele már a ZX-nél, de a Xantiánál egyértelműen elsöpörte a korábbi tipikusnak mondható Citroën-stílusjegyeket, amik az XM-en voltak utoljára felismerhetők, jóllehet az XM formavilágát vitték tovább a Xantiánál. Érdekesség, hogy a típus eredetileg a Daewoo Espero kasztniját kapta volna, amit a Citroën elvetett. A bemutatkozásnál és azután is széles motorkínálat állt rendelkezésre, 88 és 190 lóerő között, valamint ennél a típusnál jelent meg először a common-rail dízelmotor. Szintén létezett belőle versenyváltozat is. Az ötajtós változat mellé 1995-ben jött a kombi, 1997-től pedig némi faceliften esett át a típus.

### Evasion 1994–2002

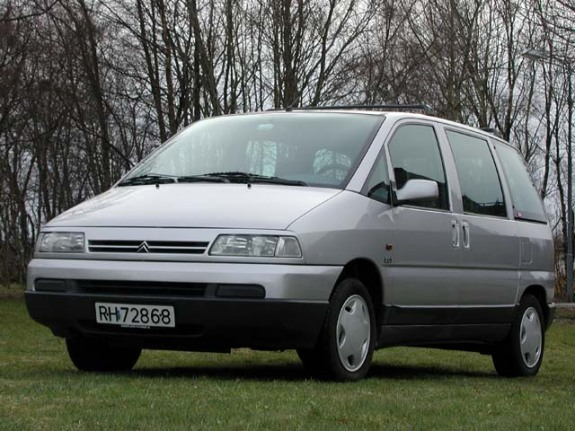
Citroën Evasion

Az Evasion volt a Citroën első modern utasszállító kisbusza 1994-ben, ami az úgynevezett „Eurovan”-projekten belül készült: az Eurovanok egy közös alapra készült kisbuszok csoportját jelölte, melyben a Citroën mellett a Peugeot, a Fiat és a Lancia is osztozott. Ezek a kocsik kisebb különbségektől eltekintve, ami legfőképp a márkajelzést és a hűtőmaszkot érintette mind a francia Sevel Nord gyárból kerültek ki, az Evasion gyakorlatilag azonos volt a Peugeot 806-tal, a Fiat Ulysse-el, vagy a Lancia Zetaval. Az Evasiont bizonyos piacokon Synergie néven is forgalmazták. A négy típusból volt, amelyiknél később történt facelift is, az Evasion is átesett ezen. (Az Eurovanok 2002-ben értek a második generációhoz, az elv maradt ugyanaz, de itt már markánsabb különbségek voltak az egyes márkák típusai között, a Citroënét itt már C8-nak hívták.)

### Saxo 1996–2003

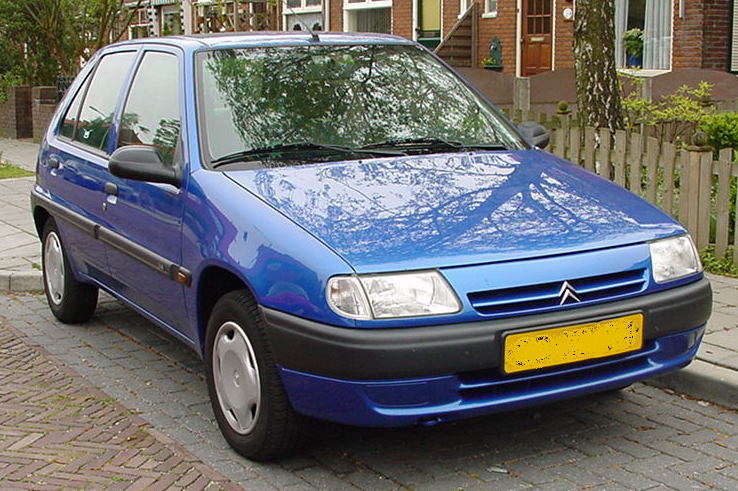
Citroën Saxo

A Saxo a Citroën aktuális kisautója volt az AX után, ugyanúgy három és ötajtós kivitelekben, és ahogy az Evasion, úgy a Saxo is osztozott a konszern-társ Peugeot-val a megjelenésen: a Saxo formailag azonos volt a Peugeot 106-tal, ami csak a lámpa-hűtő-márkajel összetételben különbözött. 1999-ben kapott faceliftet, ami leginkább a külsőt érintette, a gyártása 2003-ig tartott.

### Berlingo 1996–

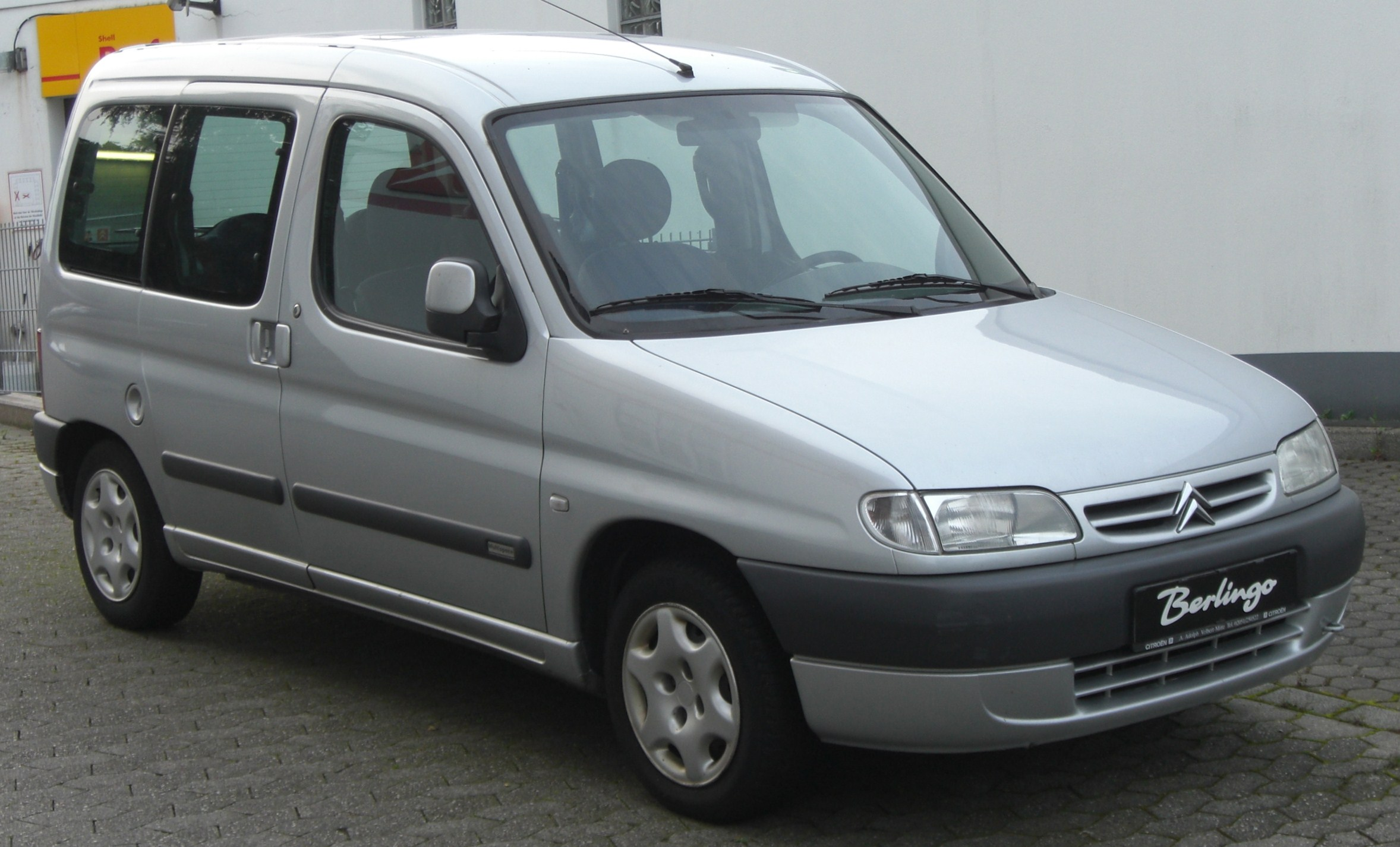
Citroën Berlingo utas vagy áruszállító

A Berlingo egy újabb Peugeot-val közös, kishaszonjárműnek készült típus volt az 1996-os megjelenésekor, a Peugeot-nál Partner néven jelent meg. Amiben új volt a Berlingo, hogy itt jelent meg először a kishaszonjárműből kialakított személygépkocsi kategóriája: a puttonyjelleg megmaradt, de raktér helyett rendes utastér került a kocsi hátuljába, ezzel együtt a furgonokra jellemző hátsó csúszóajtók mindkét oldalra kerültek. Francia nyelvben a ludospace kifejezés terjedt el az ilyen kocsikra. Az utasszállító mellett a Berlingoból hagyományos áruszállító is készült. A típus kialakítását a Peugeot-n kívül több más gyártó is követte, így készült egyebek mellett a Renault Kangoo vagy a Fiat Doblo. A Berlingo első generációját egy facelift közbeiktatásával 2008-ig gyártották, a második generáció 2008–2018 között készült, a harmadik generáció 2018 óta van gyártásban.

### Xsara 1997–2006

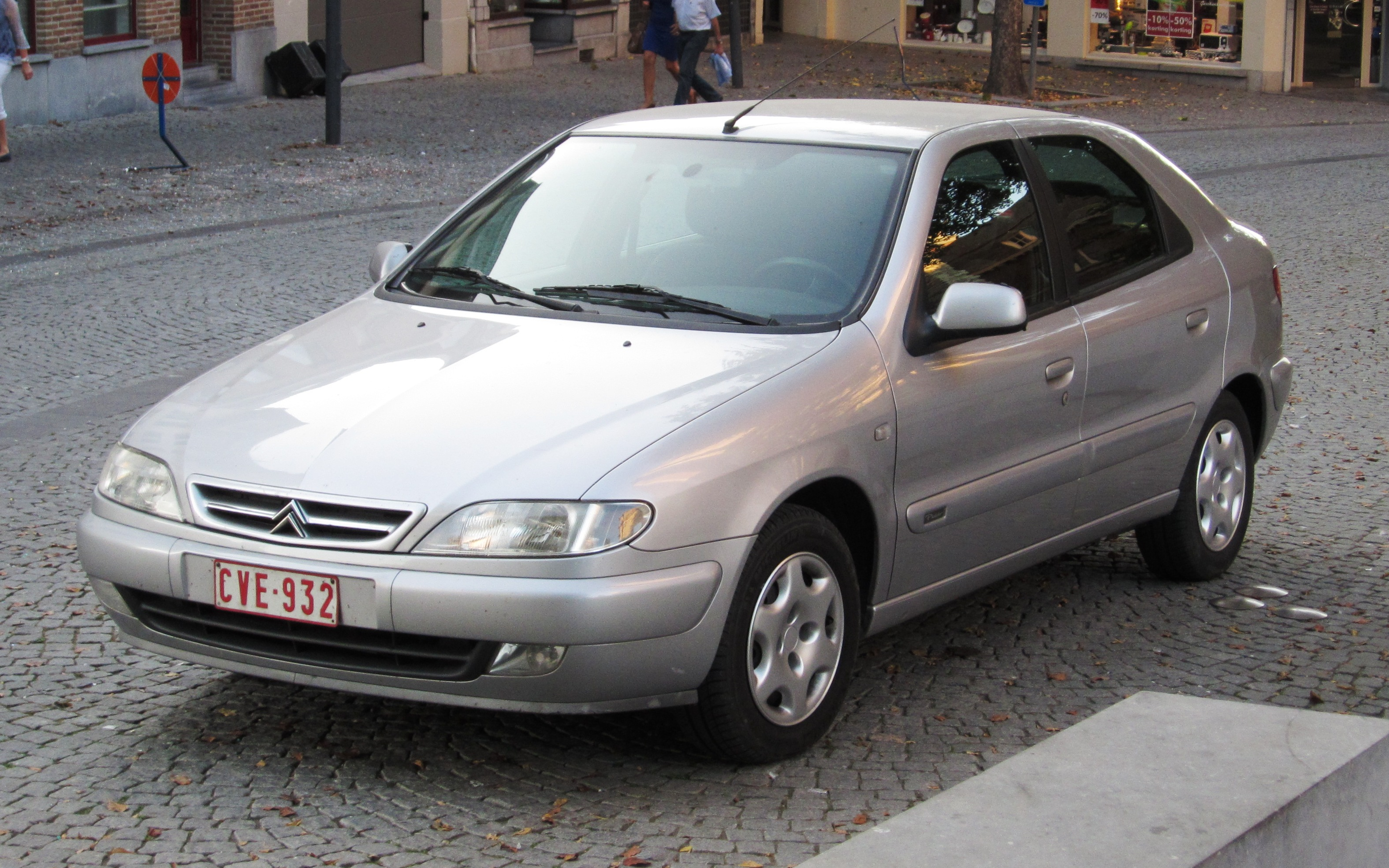
Citroën Xsara

1997-ben érkezett a Xantia és a ZX után az akkori új személyautótípus Xsara néven, a kocsi reklámkampányához Claudia Schiffert is beszervezték. Ebből a kocsiból a nagyobb mérete ellenére is készült háromajtós típus az ötajtós mellett, ezeken kívül kombi kivitelben is kínálták. 2001-re faceliftelték a típust, leglátványosabban az új első lámpákkal és hűtőmaszkkal változott. Széles motorkínálat volt itt is elérhető a típushoz, 1998-tól pedig a Xsaraval a Citroën a WRC-versenyeken is indult, ehhez készült a Citroën Xsara WRC típus.

### Xsara Picasso 1999–2012

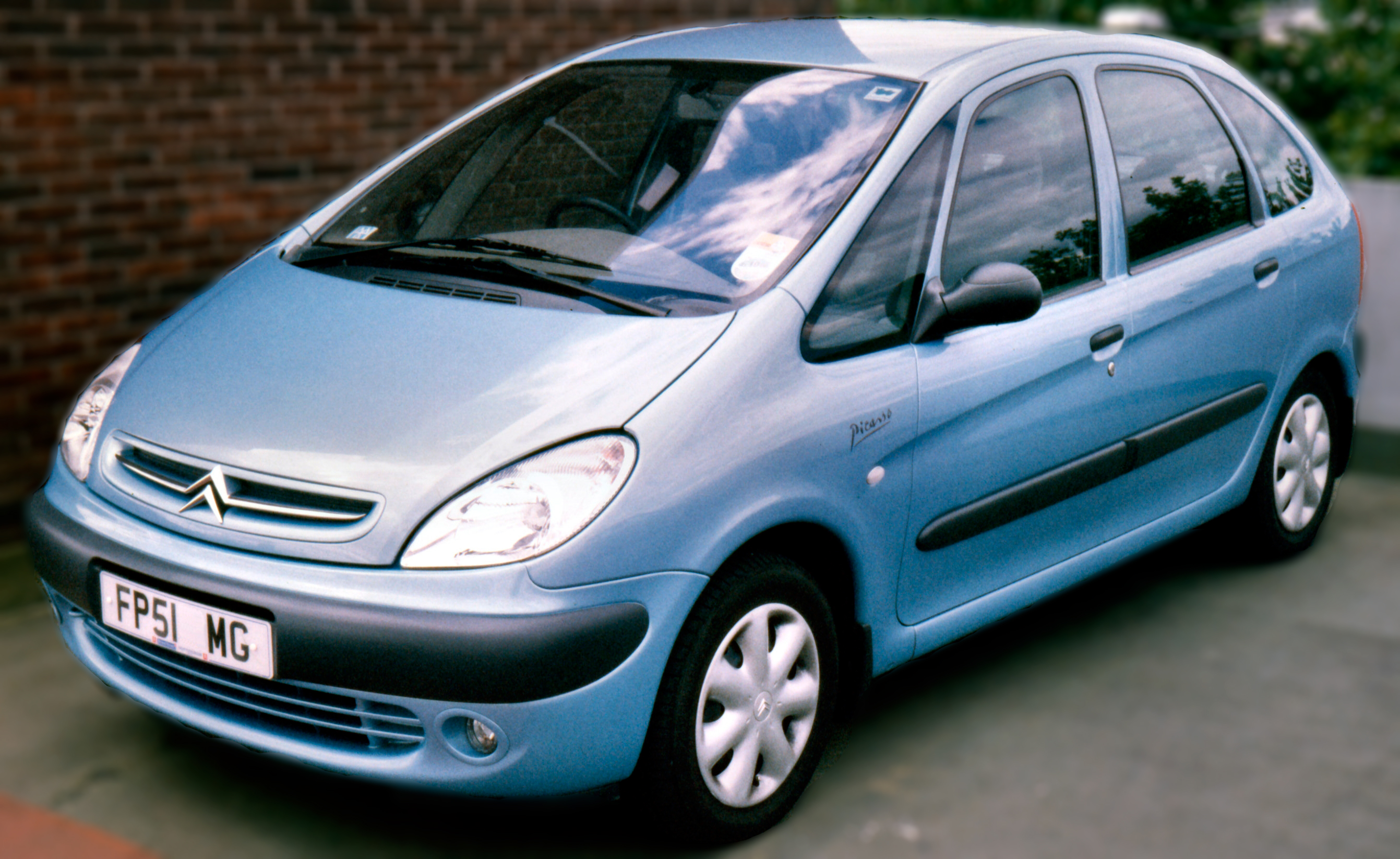
Citroën Xsara Picasso

A Xsara alvázára építve jelent meg 1999-ben egy teljesen új kisbuszszerű, úgynevezett egyterű típus Xsara Picasso névvel, a kocsi főleg nagycsaládosoknak volt ideális. 2004-ben itt is volt facelift. A típus némi módosítással Latin-Amerikában és Kínában is kapható volt.

## C-korszak

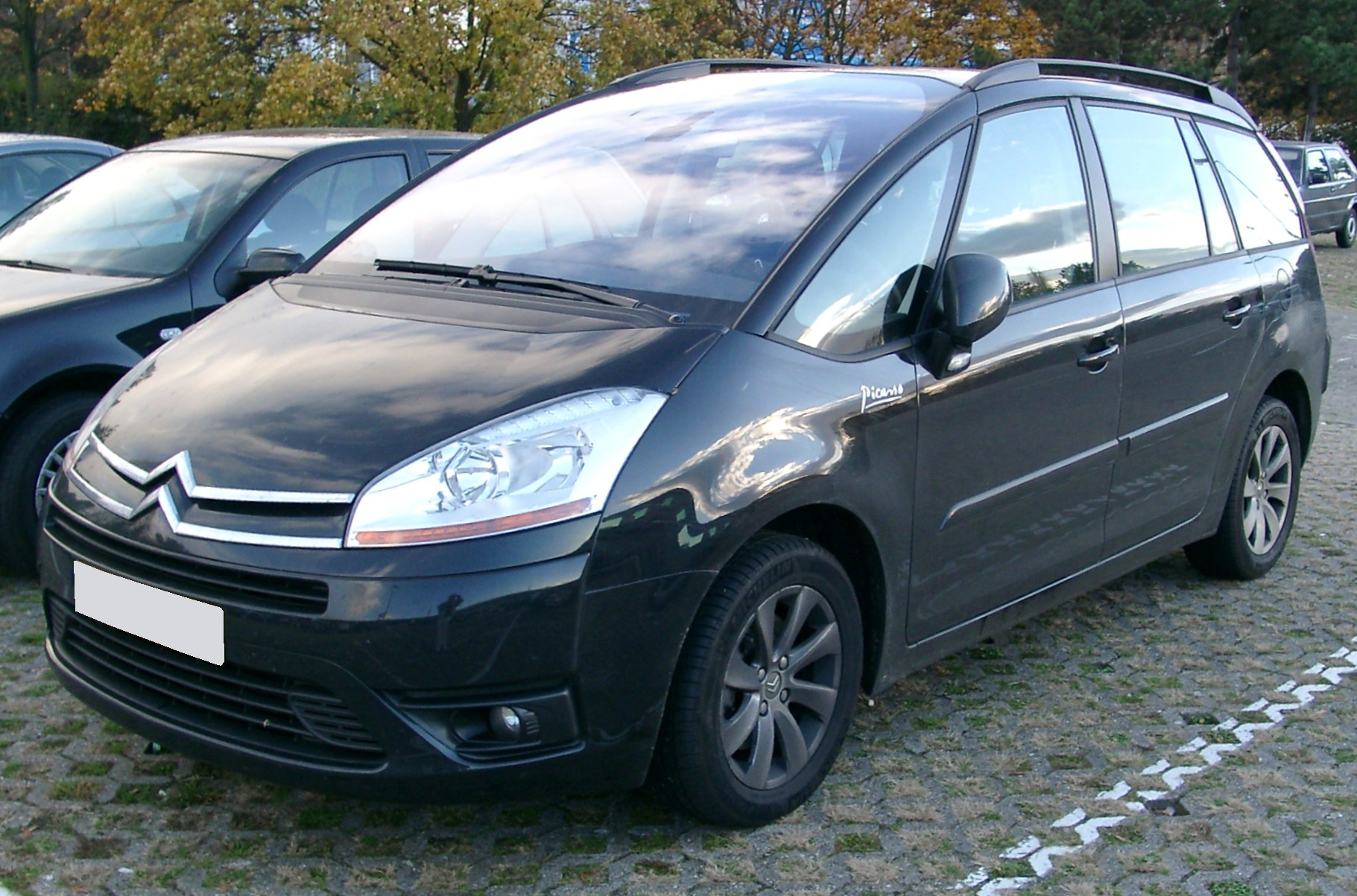
Citroën C4 Grand Picasso

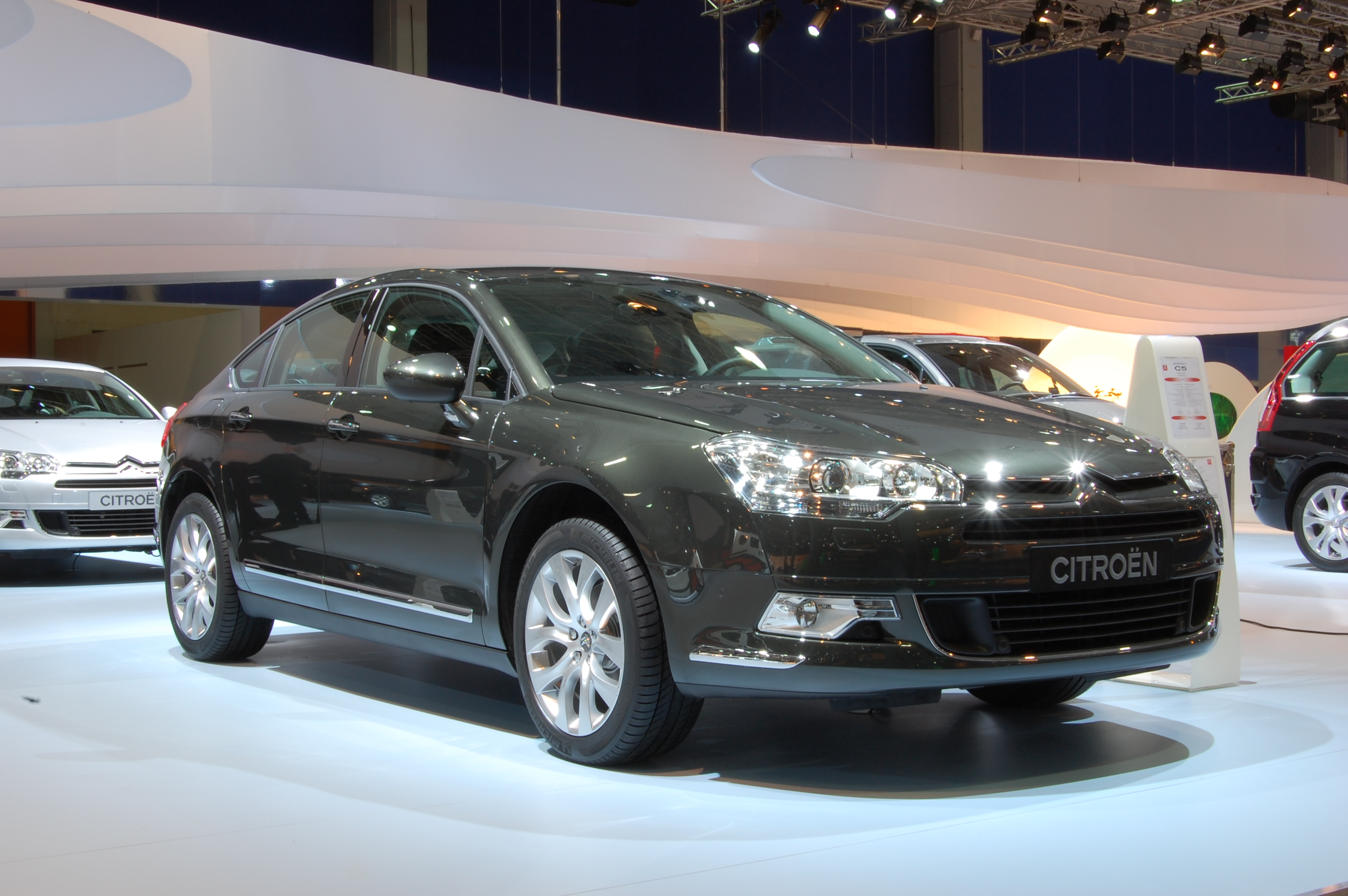
Az új Citroën C5-ös

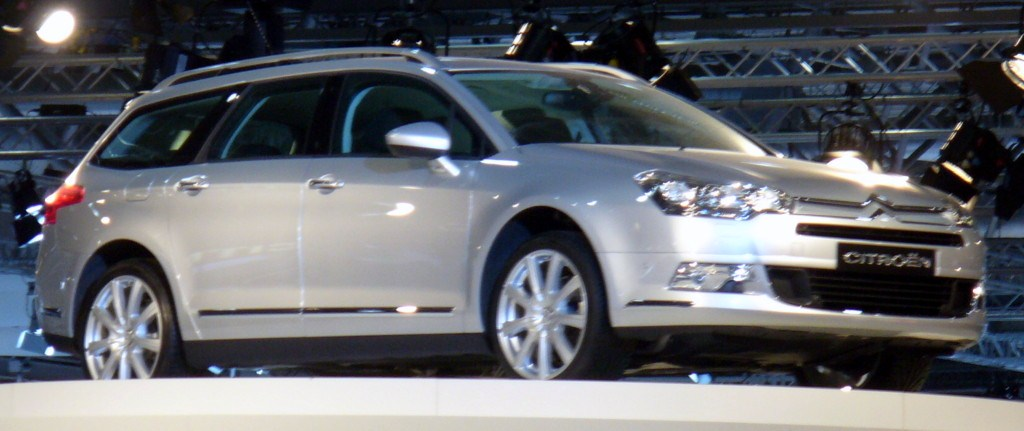
új Citroën C5 Tourer

A C-jelölés már a '80-as években megjelent a Citroënnél, de akkor még a haszongépjárműveiket jelölték vele. Személygépkocsikhoz az ezredforduló óta használják. 2000-ben jelent meg a Citroën új C-családjának első tagja, a C5-ös. A C-család modelljei: Citroën C1, Citroën C2, Citroën C3,amely pár éve egy kis ráncfelvarráson esett át, Citroën C3 Picasso, Citroën C4 (ötajtós és coupé), Citroën C4 Picasso és Citroën C4 Grand Picasso, Citroën C4 Pallas, Citroën C5 (kombi és szedan), amely már a 2. generációs, Citroën C6, Citroën C8, Citroën C-Crosser. 2008-ban jelent meg a 2. generációs Citroën C5-ös. 2010-ben a Citroën feltámasztotta a DS nevet egy luxusfelszereltségű modellsorozat elnevezéseként. Eddigi modellek: DS3, DS4, DS5. 2016-ban a DS különálló márka lett. Később számos típus mellett azok elektromos, illetve hibrid hajtású változata is megjelent, úgy mint C3 – Ë-C3,  C4 – Ë-C4, C4X – Ë-C4X, C5 Aircross – C5 Aircross Plug-in Hybrid, C5X – Ë-C5X Plug-in Hybrid, Berlingo – Ë-Berlingo, Spacetourer – Ë-Spacetourer, C3 Profi – Ë-C3 Profi, Jumpy – Ë-Jumpy, Jumper – Ë-Jumper. 
2020-ban jelent meg az új Citroën Ami, ami nem összetévesztendő az egykori Ami 6 és 8 típusokkal; ez egy teljesen új, kicsi, olcsó, elektromos hajtású, lényegében mopedautónak megfelelő jármű, ami a költséghatékonyság jegyében tükörszimmetrikus kialakítású: a homlokfal és a hátfal is azonos, ahogy az ajtók is csak jobbra nyílnak mindkét oldalon, így az azonos alkatrészekkel jóval olcsóbb előállítani. A kocsival a fiataloknak kívántak egy számukra is elérhető motorikus járművet kínálni. A kocsit más piacokon, így Magyarországon is Opel márkanévvel forgalmazták, ahol némi fazonigazítás után Opel Rocks-e, majd Rocks Electric néven kapható, de Fiat Topolino néven is forgalmazták leginkább Olaszországban; egyedül itt különbözik a homlokfal és a hátfal dizájnja, amivel a klasszikus Fiat Topolino formáját kívánták megidézni. Ez utóbbiból csendőrségi autó is készül.

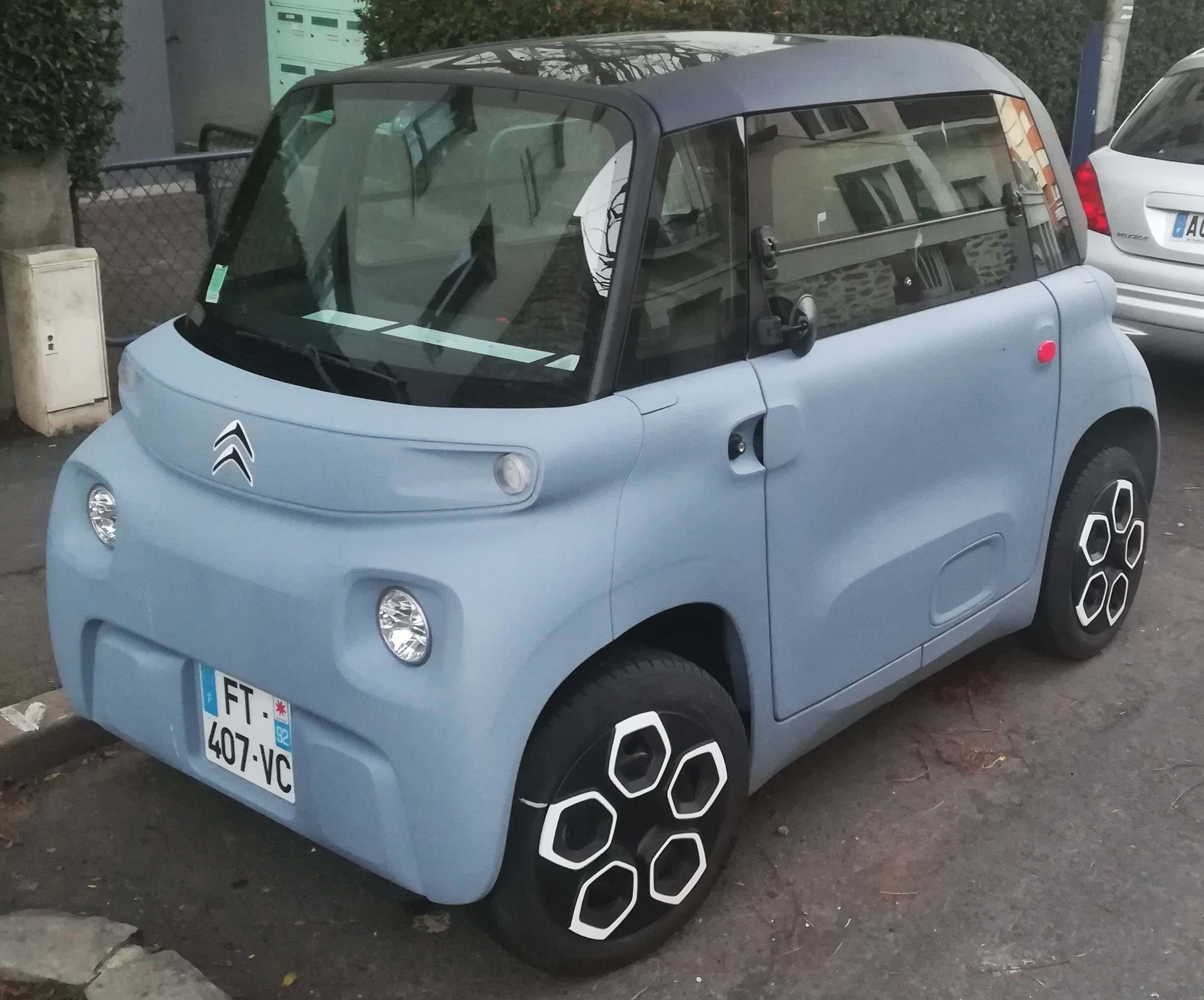
Citroën Ami (2020)
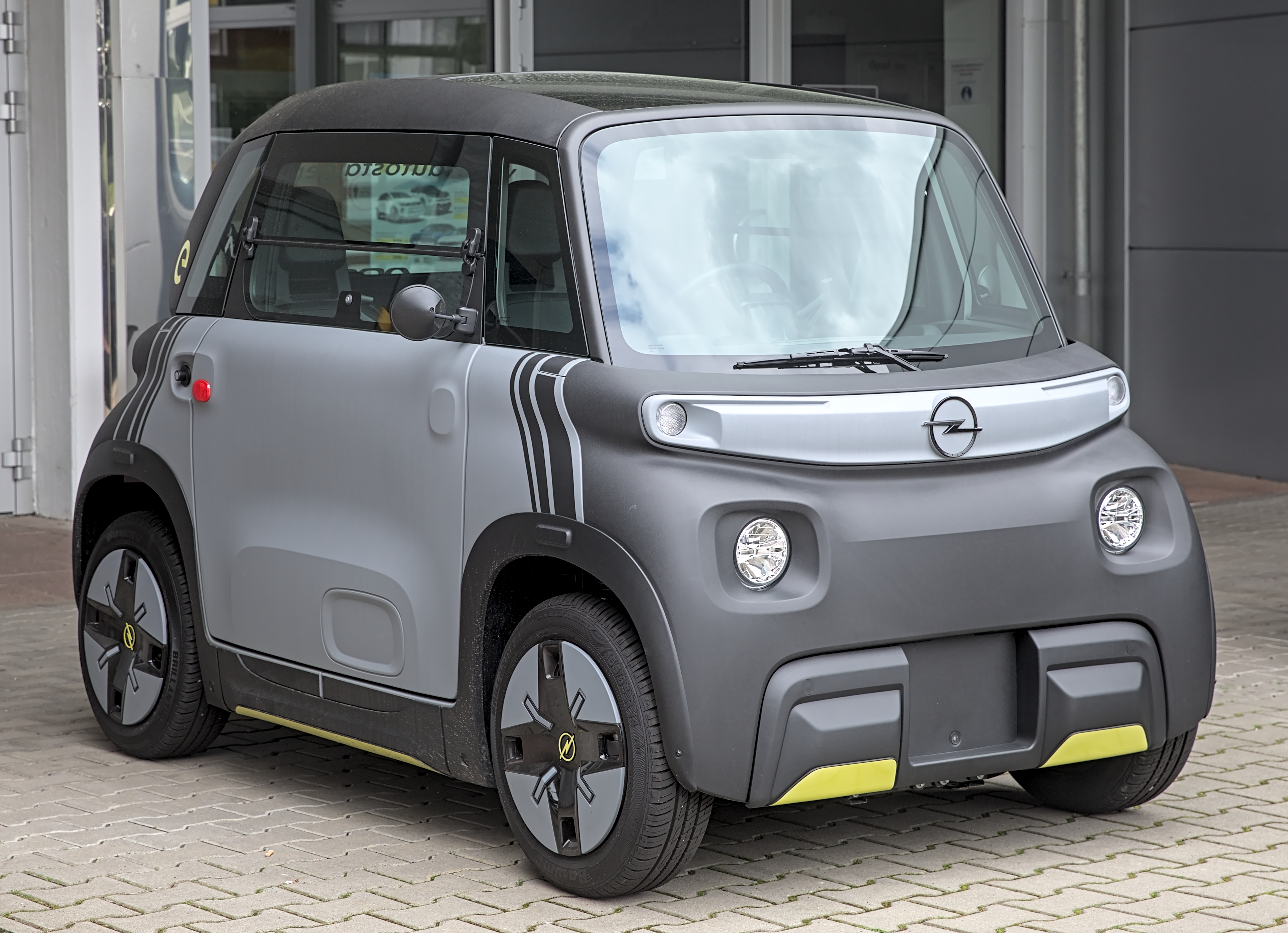
Opel Rocks-e
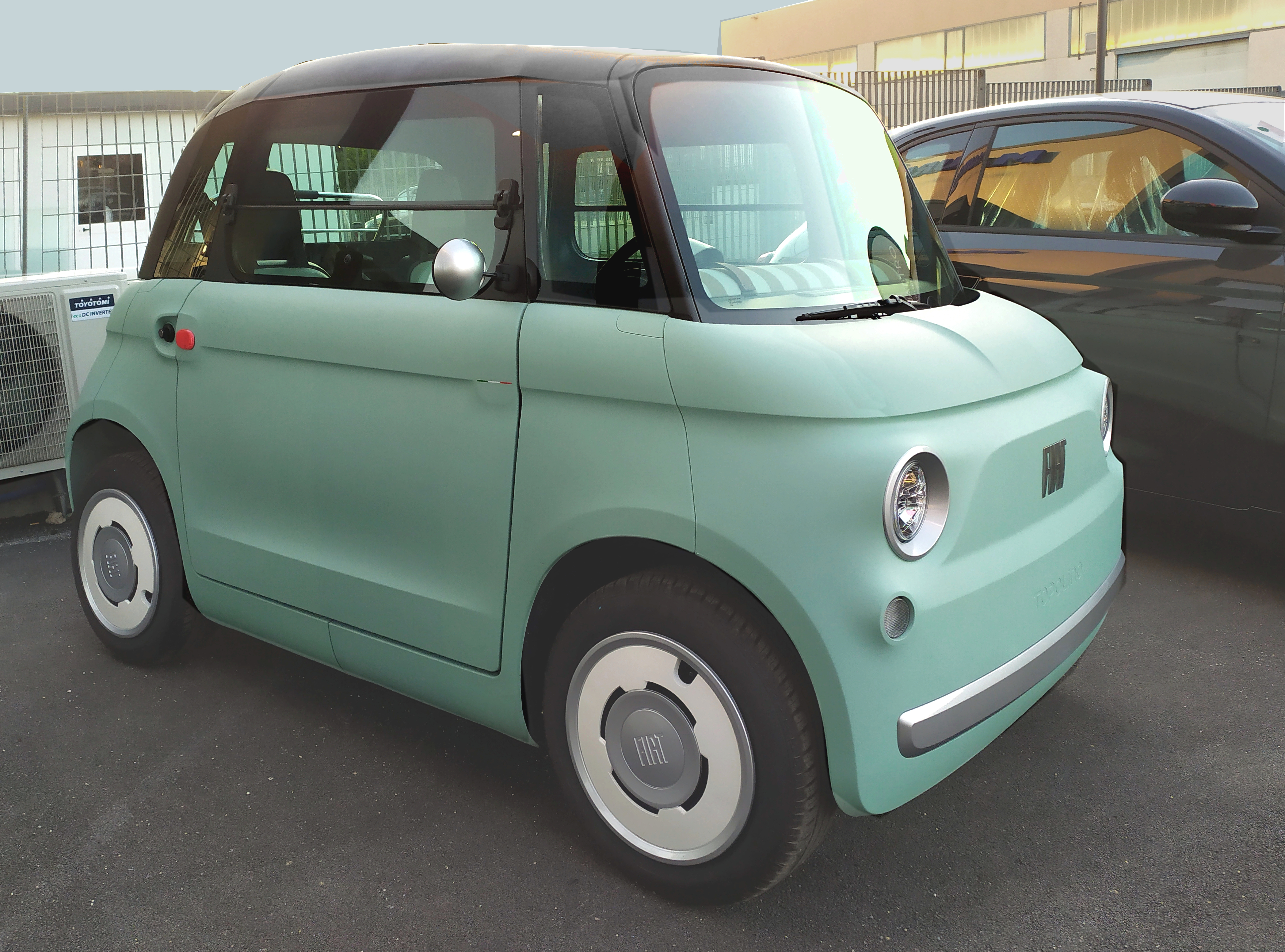
Fiat Topolino (2023)
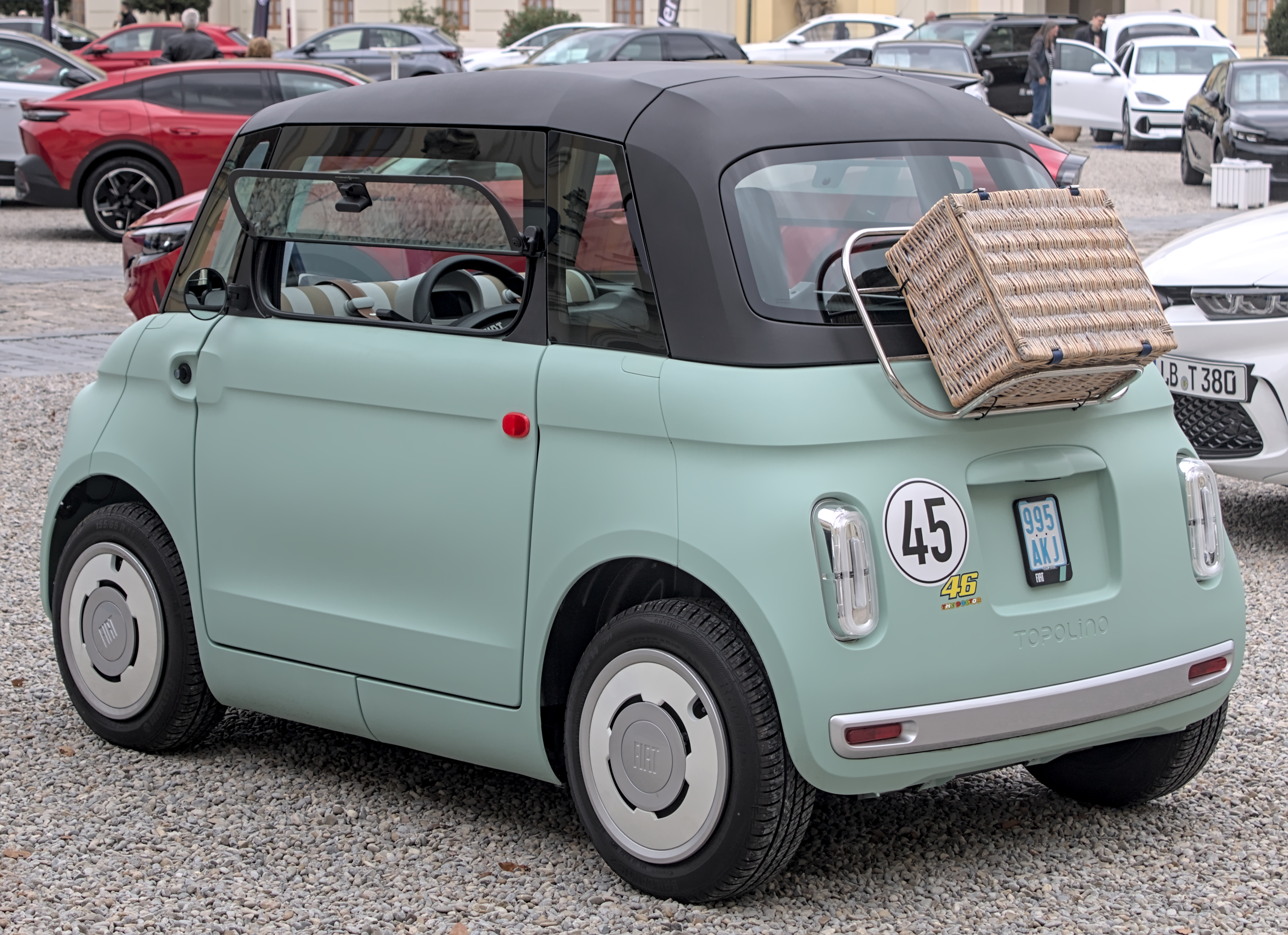
A Topolino eleje és hátulja különbözik

## A Citroën technikai újításai

### HDi turbódízel motorok
A korszerű HDi turbódízel motorok nemcsak szerény fogyasztásuk és alacsony károsanyag-kibocsátásuk miatt elismertek, hanem mert kényelmessé teszik a vezetést, és javítják az autók aktív biztonságát is. A vezetőnek feltűnően ritkán kell a kézi váltó karjához nyúlnia, hiszen elég csak lenyomni a gázpedált, és a HDi máris heves gyorsításba kezd. Ezen motorok dinamikus tulajdonságai tehát egyszerre több téren teszik még jobbá a Citroëneket: a HDi erőforrások egyrészt robbanékonyságukkal növelik a vezetési élményt, másrészt jobb gyorsító képességükkel javítanak az aktív biztonságon is, hiszen az előzések kevesebb idő alatt végrehajthatók. Sőt javul a komfort is, mert a nyomatékos motor hosszabb áttételezésű váltómű beépítését teszi lehetővé, aminek köszönhetően nagy tempónál, autópályán például alacsonyabb a fordulatszám és a motorzaj is.

### Részecskeszűrő – FAP (filtre à particules)
A legtöbb Citroën modell kínálatában megtalálható részecskeszűrő rendszer használatának köszönhetően a HDi dízelmotoros gépjárművek környezetvédelmi szempontból vitathatatlan előnyre tesznek szert. A technológia a különböző környezetszennyező részecskék és a korom eltávolításával hatékonyan hozzájárul a HDi dízelmotorok eredendően jó teljesítményének további növeléséhez is.
A részecskeszűrő (FAP) katalizátorral egybeépített speciális szűrő, amely a kipufogógáz áthaladásakor felfogja a koromrészecskéket. Bizonyos időközönként a szűrő automatikusan tisztul; ekkor a felfogott részecskék magas hőfokon elégnek.

### Hidropneumatikus felfüggesztés
A Citroën először 1954-ben, a Traction Avant 15H modell hátsó felfüggesztésénél alkalmazta ezt a rendszert, majd az 1955-ben bemutatott DS modellben vezette be teljes körűen. Az ötlet Paul Mages Citroën-mérnök nevéhez fűződik. Eleinte a rendszer teljesen mechanikusan működött, későbbiekben elektronikus felügyeletet kapott. A Rolls-Royce és a Mercedes-Benz is megvette a találmányt egyes típusaikhoz.
A felfüggesztés működéséből fakadóan kényelmessé, ugyanakkor stabillá teszi az autót. A hidropneumatikus felfüggesztéssel szerelt modellekben a klasszikus rugók és lengéscsillapítók hiányoznak, helyettük úgynevezett „gömbök" veszik át a rugózás és csillapítás szerepét. A minden egyes keréknél megtalálható gömb felső fele nagynyomású nitrogéngázzal töltött, alsó fele pedig olajjal, a kettőt gumimembrán választja el egymástól. A kerekekről érkező ütéseket az olaj továbbítja a membránra és a fölötte lévő gáz „légpárnaként" működik, így nyelve el az útegyenetlenség hatásait.
A rendszert olajjal egy szivattyú látja el, ami gondoskodik a rendszer állandó nyomásának fenntartásáról. Az alkatrészek közötti réseken elfolyó folyadékot a szivattyú visszajuttatja a rendszerbe, így egy keringés jellegű folyamatot tart fent.
Ezzel a módszerrel sokkal finomabb és lágyabb rugózás érhető el a hagyományos acélrugós megoldáshoz képest. A lágy rugózásnál megjelenő fokozottabb süllyedést a rendszer kompenzálja az olajoszlop növelésével. A nitrogéngáz rugózási mutatója ugyanakkor progresszív, azaz minél nagyobb az azt érő nyomás, annál keményebbé válik. Ebből következően a hidropneumatikus rugózás terheléstől függetlenül azonos hasmagasságot és azonos rugózási karakterisztikát biztosít, miközben a rugózást igény szerint lágyra hagyhatjuk.
A hidropneumatikus rugózás nem teszi ringatózóvá az autó mozgását, mivel az összenyomódás után a gáz rövidebb idő alatt visszanyeri eredeti alakját, mint az acélrugó. A felfüggesztés sajátossága, hogy változtatható az autó hasmagassága is, terepviszonyoktól függően.

## Sport
A Citroën először hivatalosan a DS modellel nevezett be raliversenyre, és ért el sikereket.
1990 és 1997 között a ZX Rallye Raid modelljével ötször nyerte el a rali-világkupát.
Az elmúlt években a Citroën Xsara WRC-vel és a Citroën C4 WRC-vel, illetve Saxóval versenyzett a Rali-világbajnokságban. 2006-ban privát csapattal indultak. Legsikeresebb versenyzőjük Sébastien Loeb, aki 2004 és 2011 között 8 rali-vb-címhez juttatta a csapatot.

## Fordítás
- Ez a szócikk részben vagy egészben  az   Eurovans című angol Wikipédia-szócikk fordításán alapul.  Az eredeti cikk szerkesztőit annak laptörténete sorolja fel. Ez a jelzés csupán a megfogalmazás eredetét és a szerzői jogokat jelzi, nem szolgál a cikkben szereplő információk forrásmegjelöléseként.